# Liste de peintures d'Eugène Boudin
Cette page fournit une liste chronologique de peintures d'Eugène Boudin (1824-1898).

## Début de carrière
| Image | Thème          | Titre                                                                                     | Date        | Technique                               | Dimensions               | Lieu de Conservation                                  | Référence                                       |
| ----- | -------------- | ----------------------------------------------------------------------------------------- | ----------- | --------------------------------------- | ------------------------ | ----------------------------------------------------- | ----------------------------------------------- |
|       | Paysage        | Ciel, soleil couchant, arbustes au premier plan Série d'études de Ciel                    | 1848-1853   | huile sur papier                        | 11 × 18 cm               | Le Havre, musée d'Art moderne André-Malraux           | Musée consulté le 20 Mars 2022                  |
|       | Paysage        | Ciel tumultueux (1) Série d'études de Ciel                                                | 1848-1853   | huile sur papier                        | 10 × 14 cm               | Le Havre, musée d'Art moderne André-Malraux           | Musée consulté le 07/042022                     |
|       | Paysage        | Ciel 4 heures levant (2) Série d'études de Ciel                                           | 1848-1853   | huile sur papier                        | 11 × 18 cm               | Le Havre, musée d'Art moderne André-Malraux           | Musée consulté le 07/042022                     |
|       | Paysage        | Ciel pommelé (3) Série d'études de Ciel                                                   | 1848-1853   | huile sur papier                        | 9 × 14 cm                | Le Havre, musée d'Art moderne André-Malraux           | Musée consulté le 07/042022                     |
|       | Paysage        | Ciel strié gris (4) Série d'études de Ciel                                                | 1848-1853   | huile sur papier                        | 9 × 14 cm                | Le Havre, musée d'Art moderne André-Malraux           | Musée consulté le 07/042022                     |
|       | Paysage        | Ciel foncé (5) Série d'études de Ciel                                                     | 1848-1853   | huile sur papier                        | 9 × 14 cm                | Le Havre, musée d'Art moderne André-Malraux           | Notice Joconde consulté le 07/042022            |
|       | Paysage        | Ciel couvert (6) Série d'études de Ciel                                                   | 1848-1853   | huile sur papier                        | 8 × 15 cm                | Le Havre, musée d'Art moderne André-Malraux           | Notice Joconde consulté le 07/042022            |
|       | Paysage        | Ciel au coucher (7) Série d'études de Ciel                                                | 1848-1853   | huile sur papier                        | 9 × 15 cm                | Le Havre, musée d'Art moderne André-Malraux           | Notice Joconde consulté le 07/042022            |
|       | Paysage        | Ciel gris flou (8) Série d'études de Ciel                                                 | 1848-1853   | huile sur papier                        | 11 × 15 cm               | Le Havre, musée d'Art moderne André-Malraux           | Notice Joconde consulté le 07/042022            |
|       | Paysage        | Ciel gris brun (9) Série d'études de Ciel                                                 | 1848-1853   | huile sur papier                        | 10 × 16 cm               | Le Havre, musée d'Art moderne André-Malraux           | Notice Joconde consulté le 07/042022            |
|       | Paysage        | Ciel, coucher de soleil (10) Série d'études de Ciel                                       | 1848-1853   | huile sur papier                        | 9 × 14 cm                | Le Havre, musée d'Art moderne André-Malraux           | Notice Joconde consulté le 07/042022            |
|       | Paysage        | Ciel, coucher de soleil (11) Série d'études de Ciel                                       | 1848-1853   | huile sur papier                        | 9 × 13 cm                | Le Havre, musée d'Art moderne André-Malraux           | Notice Joconde consulté le 07/042022            |
|       | Paysage        | Ciel brun et gris (12) Série d'études de Ciel                                             | 1848-1853   | huile sur papier                        | 9 × 12 cm                | Le Havre, musée d'Art moderne André-Malraux           | Notice Joconde consulté le 07/042022            |
|       | Paysage        | Portrait de M. Heuzey                                                                     | 1849        | huile sur toile                         | 64,8 × 54 cm             | Le Havre, musée d'Art moderne André-Malraux           | Musée consulté le 20 Mars 2022                  |
|       | Paysage        | Paysage                                                                                   | 1851-1855   | huile sur carton                        | 11,3 × 20,7 cm           | Le Havre, musée d'Art moderne André-Malraux           | Musée consulté le 20 Mars 2022                  |
|       | Paysage        | L'Hôtel de ville et la Tour François Ier au Havre                                         | 1852        | huile sur bois                          | 16 × 38 cm               | Le Havre, musée d'Art moderne André-Malraux           | Notice Joconde consulté le 22 Mars 2022         |
|       | Paysage        | L'Hôtel de ville et la Tour François Ier                                                  | 1852        | huile sur bois                          | 16 × 38 cm               | Le Havre, musée d'Art moderne André-Malraux           | Notice Joconde consulté le 27/03/2022           |
|       | Scène de genre | Pêcheurs en rade du Havre                                                                 | 1852        | huile sur bois                          | 21,7 × 27 cm             | Dijon, musée Magnin                                   | Notice Joconde consulté le 08/04/2022           |
|       | Nature morte   | Nature morte aux huîtres                                                                  | 1850 vers   | huile sur toile                         | 56 × 80 cm               | Bristol, City Museum and Art Gallery                  | Art UK consulté le 05/04/2022                   |
|       | Nature morte   | Nature morte aux poireaux                                                                 | 1853-1856   | huile sur Bois                          | 40,2 × 58 cm             | Quimper, musée des Beaux-Arts de Quimper              | Musée consulté le 08/04/2022                    |
|       | Nature morte   | Nature morte au homard sur une nappe blanche                                              | 1853-1856   | huile sur toile                         | 57,1 × 81,9 cm           | Atlanta, High Museum of Art                           | Musée consulté le 03/04/2022                    |
|       | Nature morte   | Nature morte à la pomme, tasse, cuillère et verre de vin                                  | 1853-1856   | huile sur toile                         | 37 × 47 cm               | Collection privée, vente 2010                         | Gazette Drouot                                  |
|       | Nature morte   | Nature morte à l'orange ouverte                                                           | 1853-1856   | huile sur toile                         | 36 × 46 cm               | Collection privée, vente 2016                         | Catalogue Sotheby's                             |
|       | Nature morte   | Pêcheurs au bord de l'eau                                                                 | 1853-1856   | huile sur toile                         | 28 × 36 cm               | Collection privée, vente 2011                         | MutualArt                                       |
|       | Nature morte   | Poules et canards étude                                                                   | 1853-1859   | huile sur carton                        | 21 × 33 cm               | Amherst College                                       | Musée consulté le 20 Mars 2022                  |
|       | Paysage        | Grands Hêtres                                                                             | 1853-1859   | huile sur carton                        | 32,5 × 23,7 cm           | Le Havre, musée d'Art moderne André-Malraux           | Musée consulté le 20 Mars 2022                  |
|       | Paysage        | Grands Hêtres, sous-bois                                                                  | 1853-1859   | huile sur carton                        | 32,5 × 23,7 cm           | Le Havre, musée d'Art moderne André-Malraux           | Musée consulté le 20 Mars 2022                  |
|       | Paysage        | Notre-Dame-de-Grâce à Honfleur, sous-bois                                                 | 1853-1859   | huile sur bois                          | 46 × 36 cm               | Le Havre, musée d'Art moderne André-Malraux           | Musée consulté le 20 Mars 2022                  |
|       | Paysage        | Paysage : vaches noires                                                                   | 1853-1859   | huile sur bois                          | 18,7 × 25 cm             | Le Havre, musée d'Art moderne André-Malraux           | Musée consulté le 20 Mars 2022                  |
|       | Paysage        | Sous les arbres dans une ferme                                                            | 1853-1859   | huile sur bois                          | 19,3 × 34,9 cm           | Le Havre, musée d'Art moderne André-Malraux           | Musée consulté le 20 Mars 2022                  |
|       | Paysage        | Cour de ferme, vieux pommiers                                                             | 1853-1859   | huile sur carton                        | 18,5 × 27,4 cm           | Le Havre, musée d'Art moderne André-Malraux           | Notice Joconde consulté le 07/04/2022           |
|       | Paysage        | Pommiers verts dans une cour                                                              | 1853-1859   | huile sur bois                          | 27,8 × 29,9 cm           | Le Havre, musée d'Art moderne André-Malraux           | Musée consulté le 20 Mars 2022                  |
|       | Paysage        | La Rive du Poudreux                                                                       | 1853-1859   | huile sur carton                        | 17,8 × 31,4 cm           | Le Havre, musée d'Art moderne André-Malraux           | Musée consulté le 20 Mars 2022                  |
|       | Nature morte   | Canards, étude                                                                            | 1853-1859   | huile sur bois                          | 24 × 31,3 cm             | Le Havre, musée d'Art moderne André-Malraux           | Musée consulté le 20 Mars 2022                  |
|       | Marine         | Marine (étude). Barques de pêche                                                          | 1853-1859   | huile sur carton                        | 24 × 15,8 cm             | Le Havre, musée d'Art moderne André-Malraux           | Musée consulté le 20 Mars 2022                  |
|       | Marine         | Barques en réparation                                                                     | 1853-1859   | huile sur carton                        | 10 × 21 cm               | Le Havre, musée d'Art moderne André-Malraux           | Musée consulté le 20 Mars 2022                  |
|       | Paysage        | Rochers, barques et baigneurs au Poudreux                                                 | 1853-1859   | huile sur bois                          | 21,5 × 40,3 cm           | Le Havre, musée d'Art moderne André-Malraux           | Musée consulté le 20 Mars 2022                  |
|       | Marine         | Barques de pêche                                                                          | 1853-1859   | huile sur bois                          | 23,8 × 31,3 cm           | Le Havre, musée d'Art moderne André-Malraux           | Musée consulté le 20 Mars 2022                  |
|       | Scène de genre | Groupe de pêcheurs devisant                                                               | 1853-1859   | huile sur carton                        | 9,8 × 19,3 cm            | Le Havre, musée d'Art moderne André-Malraux           | Musée consulté le 20 Mars 2022                  |
|       | Scène de genre | Pêcheurs raccommodant leurs filets                                                        | 1853-1859   | huile sur carton                        | 17,5 × 34,9 cm           | Le Havre, musée d'Art moderne André-Malraux           | Musée consulté le 20 Mars 2022                  |
|       | Nature morte   | Nature morte avec gibier, fruits et fleurs                                                | 1854-1857   | huile sur toile                         | 83,8 × 109,2 cm          | Pittsburgh, Carnegie Museum of Art                    |                                                 |
|       | Nature morte   | Gibier et fruits sur une table                                                            | 1854-1857   | huile sur toile                         | 72 × 98,5 cm             | Le Havre, musée d'Art moderne André-Malraux           | Musée consulté le 20 Mars 2022                  |
|       | Nature morte   | Nature morte au homard                                                                    | 1854-1857   | huile sur toile                         | 94 × 114,3 cm avec cadre | Pittsburgh, Carnegie Museum of Art                    | Musée                                           |
|       | Paysage        | Honfleur, la jetée                                                                        | 1854-1857   | huile sur panneau                       | 25 × 38 cm               | Lausanne, Fondation de l'Hermitage                    | Musée consulté le 23/03/2022                    |
|       | Paysage        | Port aux environs d’Honfleur                                                              | 1854-1857   | huile sur panneau                       | 19 × 27 cm               | Collection privée, vente 2020                         | Catalogue Christie's consulté le 23/03/2022     |
|       | Nature morte   | Nature morte au potiron                                                                   | 1854-1860   | huile sur toile                         | 56 × 83 cm               | Le Havre, musée d'Art moderne André-Malraux           | Musée consulté le 20 Mars 2022                  |
|       | Paysage        | Douarnenez. Bateaux de pêche à quai                                                       | 1855        | huile sur panneau                       | 36 × 57 cm               | Collection privée, vente 2014                         | Catalogue Christie's consulté le 25/03/2022     |
|       | Nature morte   | Nature morte au pichet d'étain                                                            | 1855        | huile sur toile                         | 57 × 82 cm               | Collection privée, vente 2021                         | Catalogue Christie's consulté le 03/04/2022     |
|       | Paysage        | L'Odet aux environs de Quimper                                                            | 1855-1858   | huile sur panneau                       | 20 × 27 cm               | Quimper, musée des Beaux-Arts                         | Musée consulté le 27/03/2022                    |
|       | Paysage        | Près de Quimper                                                                           |             | huile sur panneau                       | 42 × 60 cm               | Manchester Art Gallery                                | Musée consulté le 05/04/2022                    |
|       | Paysage        | Honfleur à marée basse                                                                    | 1856        | huile sur bois                          | 28,1 × 40,2 cm           | Kunsthalle de Brême                                   | Musée consulté le 10/4/2021                     |
|       | Nature morte   | Nature morte aux fruits                                                                   | 1856-1860   | huile sur toile                         | 56 × 83 cm               | Quimper, musée des Beaux-Arts                         | Musée consulté le 08/04/2022                    |
|       | Nature morte   | Nature morte au lièvre et au perdreau                                                     | 1856-1860   | huile sur toile                         | 72 × 50 cm               | Collection privée, vente 2022                         | Catalogue Sotheby's consulté le 03/4/2022       |
|       | Scène de genre | La Ferme Saint-Siméon                                                                     | 1854-1857   | huile sur panneau                       | 18 × 14 cm               | Collection privée, vente 2006                         | Auction consulté le 03/042022                   |
|       | Paysage        | Honfleur. La ferme Saint-Siméon. Les gens à table                                         | 1855–1857   | huile sur panneau                       | 17 × 40 cm               | Museum Barberini, Potsdam                             | Musée Consulté le 07/04/2022                    |
|       | Paysage        | La Ferme de Saint-Siméon                                                                  | 1856        | huile sur toile                         | 50 × 74 cm               | Rio de Janeiro, Museu da Chácara do Céu               | Musée Consulté le 01/05/2021                    |
|       | Paysage        | Les Tables à la ferme Saint-Siméon. Honfleur                                              | 1859 vers   | huile sur carton                        | 22,5 × 28,4 cm           | Musée Eugène-Boudin de Honfleur                       | Notice Joconde Consulté le 08/04/2022           |
|       | Paysage        | Navires dans le port à Honfleur                                                           | 1856        | huile sur panneau                       | 20,3 × 26,5 cm           | musée d'Art de l'université de Princeton              | Musée                                           |
|       | Marine         | Marine, rivage normand                                                                    | 1856        | huile sur bois                          | 39 × 56 cm               | Quimper, musée des Beaux-Arts                         | Musée consulté le 02/04/2022                    |
|       | Scène de genre | Noce à Quimper                                                                            | 1857        | huile sur bois                          | 27 × 35 cm               | Quimper, musée des Beaux-Arts                         | Musée consulté le 07/04/2022)                   |
|       | Paysage        | Une ferme bretonne original perdu                                                         | 1857        | huile sur bois                          | 36,8 × 44,6 cm           | Musée des Beaux-Arts de Reims                         | Notice Joconde consulté le 09/04/2022)          |
|       | Paysage        | Vue du port de Quimper, prise de l'aval                                                   | 1857 vers   | huile sur bois                          | 40,3 × 62,3 cm           | Quimper, musée des Beaux-Arts                         | Musée Consulté le 27/03/2022                    |
|       | Paysage        | Intérieur de l'ancienne halle de la place Saint-François à Quimper                        | 1857-1858   | huile sur bois                          | 16,5 × 23,5 cm           | Le Havre, musée d'Art moderne André-Malraux           | Musée                                           |
|       | Scène de genre | Le Pardon de Sainte-Anne-la-Palud. Esquisse                                               | 1858 vers   | huile sur toile                         | 17,5 × 23,2 cm           | Le Havre, musée d'Art moderne André-Malraux           | Musée consulté le 27 février 2018               |
|       | Scène de genre | Le Pardon de Sainte-Anne-la-Palud au fond de la baie de Douarnenez                        | 1858        | huile sur toile                         | 87 × 146,5 cm            | Le Havre, musée d'Art moderne André-Malraux           | Musée consulté le 27 février 2018               |
|       | Scène de genre | Fête dans le port de Honfleur                                                             | 1858        | huile sur bois                          | 41 × 59 cm               | Washington, National Gallery of Art                   | Musée consulté le 31/03/2022                    |
|       | Nature morte   | Nature morte                                                                              | 1858        | huile sur bois                          | 37 × 60 cm               | Utrecht, Centraal Museum                              | Musée consulté le 07/04/2022                    |
|       | Scène de genre | Honfleur, Le Port                                                                         | 1858-1862   | huile sur carton                        | 19 × 26 cm               | Museum Barberini, Potsdam                             | Musée consulté le 05/04/2022                    |
|       | Scène de genre | Vanneuses à Quimper                                                                       | 1858-1862   | huile sur panneau                       | 24 × 32 cm               | Collection privée, vente 2016                         | Catalogue Sotheby's consulté le 27 février 2018 |
|       | Paysage        | À l'extérieur du bar                                                                      | 1860 vers   | huile sur panneau                       | 32,7 × 47,6 cm           | musée d'Art de Baltimore                              | Musée consulté le 10/4/2021                     |
|       | Paysage        | Le Port de Deauville                                                                      | 1860 vers   | huile sur panneau                       | 31 × 41 cm               | Musée des Beaux-Arts de Leipzig                       | akg Images consulté le 24/O3/2022               |
|       | Paysage        | Une scène de plage à Trouville                                                            | 1860 vers   | huile sur carton marouflée sur panneau  | 21 × 31 cm               | Ashmolean Museum, Oxford                              | Art UK consulté le 05/04/2022                   |
|       | Paysage        | Deauville, marée basse                                                                    | 1860-1865   | huile sur toile                         | 42 × 65 cm               | Collection privée, vente 2021                         | Catalogue Sotheby's consulté le 25/O3/2022      |
|       | Paysage        | Port, les oriflammes                                                                      | 1860-1865   | huile sur panneau                       | 46 × 75 cm               | Collection privée, vente 2021                         | Catalogue Sotheby's consulté le 25/O3/2022      |
|       | Paysage        | Trouville, Les Roches noires                                                              | 1860-1865   | huile sur toile                         | 42 × 65 cm               | Collection privée                                     | Fiche Atlas                                     |
|       | Paysage        | Marine Effet de Lune                                                                      |             | huile sur toile                         | 30 × 46 cm               | Southampton City Art Gallery                          | Musée consulté le 09/04/2022                    |
|       | Nature morte   | Fleurs dans un verre                                                                      | 1861-1869   | huile sur bois                          | 41 × 24 cm               | Le Havre, musée d'Art moderne André-Malraux           | Musée consulté le 27 février 2018               |
|       | Nature morte   | Fleurs dans un verre sans pied                                                            | 1861-1869   | huile sur bois                          | 41 × 24 cm               | Le Havre, musée d'Art moderne André-Malraux           | Musée consulté le 27 février 2018               |
|       | Scène de genre | Scène de plage                                                                            | 1862        | huile sur panneau                       | 31,2 × 47,5 cm           | Washington, National Gallery of Art                   | Musée                                           |
|       | Scène de genre | La Jetée à Trouville : soleil couchant                                                    | 1862        | huile sur panneau                       | 26 × 48 cm               | Ashmolean Museum , Oxford                             | Art UK consulté le 05/04/2022                   |
|       | Scène de genre | Scène de plage à Trouville                                                                | 1863        | huile sur panneau                       | 34,8 × 57,5 cm           | Washington, National Gallery of Art                   | Musée                                           |
|       | Paysage        | Plage à Trouville                                                                         | 1863        | huile sur panneau                       | 25,4 × 46,4 cm           | Hartford, Wadsworth Atheneum                          | Musée                                           |
|       | Scène de genre | Sur la plage à Trouville                                                                  | 1863        | huile sur panneau                       | 25,4 × 45,7 cm           | New York, Metropolitan Museum of Art                  | Musée                                           |
|       | Paysage        | Personnages sur une plage                                                                 | 1863 vers   | huile sur panneau                       | 21,9 × 45,4 cm           | Rhode Island School of Design Museum                  | Musée consulté le 23/03/2022                    |
|       | Paysage        | Plage à Trouville                                                                         | 1863        | huile sur panneau                       | 18,4 × 34,9 cm           | Washington, The Phillips Collection                   | Musée consulté le 10/4/2021                     |
|       | Paysage        | Crinolines sur la plage                                                                   | 1863        | huile sur toile                         | 26 × 47 cm               | Toulouse, Fondation Bemberg                           | RMN consulté le 22/03/2022                      |
|       | Paysage        | La Plage à Trouville, L'Impératrice Eugénie                                               | 1863        | huile sur panneau                       | 52 × 75 cm               | Glasgow, Collection Burrell                           | Musée consulté le 25/03/2022                    |
|       | Paysage        | Jetée et quai à Trouville                                                                 | 1863        | huile sur panneau                       | 35 × 58 cm               | Washington, National Gallery of Art                   | Musée consulté le 04/04/2022                    |
|       | Paysage        | Sur la plage, Dieppe                                                                      | 1864        | huile sur panneau                       | 31,8 × 29,2 cm           | New York, Metropolitan Museum of Art                  | Musée consulté le 22/03/2022                    |
|       | Paysage        | La Plage de Trouville                                                                     | 1864        | huile sur bois                          | 26 × 48 cm               | Paris, musée d'Orsay                                  | Musée consulté le 12/05/2022                    |
|       | Paysage        | La Plage de Trouville à l'heure du bain                                                   | 1864        | huile sur toile                         | 67,5 × 104 cm            | Toronto, Musée des beaux-arts de l'Ontario            | Musée                                           |
|       | Paysage        | Orage approchant                                                                          | 1864        | huile sur panneau                       | 36,3 × 57,9 cm           | Art Institute of Chicago                              | Musée consulté le 03/04/2022                    |
|       | Paysage        | La Plage de Deauville                                                                     | 1864        | huile sur panneau                       | 34,7 × 26 cm             | Cleveland Museum of Art                               | Musée                                           |
|       | Paysage        | La Plage de Trouville                                                                     | 1864        | huile sur panneau                       | 26 × 47 cm               | Richmond, musée des Beaux-Arts de Virginie            | Musée                                           |
|       | Scène de genre | La Plage à Villerville                                                                    | 1864        | huile sur toile                         | 34,8 × 57,5 cm           | Washington, National Gallery of Art                   | Musée                                           |
|       | Scène de genre | Pêcheur à Villerville, marée basse                                                        | 1862-1865   | huile sur bois                          | 35,3 × 57,8 cm           | Musée des Beaux-Arts de Rouen                         | Notice Joconde                                  |
|       | Paysage        | Vacanciers sur la plage de Trouville                                                      | 1864        | huile sur toile                         | 26 × 48 cm               | Minneapolis Institute of Arts                         | Musée consulté le 16/04/2022                    |
|       | Paysage        | La Plage                                                                                  | 1864        | huile sur panneau                       | 31 × 47 cm               | Galerie d'art de Nouvelle-Galles du Sud, Sydney       | Musée consulté le 17/04/2022                    |
|       | Paysage        | L'Embarcadère à Trouville                                                                 | 1864        | huile sur panneau                       | 30 × 48 cm               | Collection privée, vente 2008                         | Catalogue Christie's consulté le 23/03/2022     |
|       | Scène de genre | Plage à Trouville                                                                         | 1864-1865   | huile sur bois                          | 27 × 49,1 cm             | Washington, National Gallery of Art                   | Musée                                           |
|       | Scène de genre | Baignade à Deauville                                                                      | 1865        | huile sur bois                          | 34,7 × 57,5 cm           | Washington, National Gallery of Art                   | Musée                                           |
|       | Scène de genre | Concert au casino de Deauville                                                            | 1865        | huile sur toile                         | 41,7 × 73 cm             | Washington, National Gallery of Art                   | Musée                                           |
|       | Paysage        | Scène de plage à Deauville                                                                | 1865        | huile sur toile                         | 41,9 × 64,8 cm           | Richmond, musée des Beaux-Arts de Virginie            | Musée                                           |
|       | Paysage        | Le Port de Honfleur                                                                       | 1865        | huile sur papier marouflé sur panneau   | 20,3 × 26,7 cm           | Musée des Beaux-Arts (Boston)                         | Musée                                           |
|       | Scène de genre | Normandes étendant du linge sur une plage                                                 | 1865        | huile sur toile                         | 46,2 × 61,3 cm           | Paris, musée d'Orsay                                  | Musée consulté le 08/04/2022                    |
|       | Scène de genre | Personnages en habits à la mode sur la plage                                              | 1865        | huile sur panneau                       | 35,5 × 57,5 cm           | Musée des Beaux-Arts (Boston)                         | Musée consulté le 23/03/2022                    |
|       | Paysage        | Sur la plage, soleil couchant                                                             | 1865        | huile sur panneau                       | 38,1 × 58,4 cm           | New York, Metropolitan Museum of Art                  | Musée consulté le 22/03/2022                    |
|       | Paysage        | La Plage de Trouville                                                                     | 1865        | huile sur toile                         | 38 × 62,8 cm             | musée d'Art de l'université de Princeton              | Musée                                           |
|       | Paysage        | La Plage, Trouville                                                                       | 1865        | huile sur panneau                       | 34,6 × 57,5 cm           | musée d'Art de Toledo                                 | Musée                                           |
|       | Paysage        | La Plage, près de Trouville                                                               | 1865        | huile sur panneau                       | 36 × 58 cm               | Tokyo, Musée Artizon                                  | Musée consulté le 25/03/2022                    |
|       | Scène de genre | La Plage de Trouville                                                                     | 1865        | huile sur carton                        | 26,5 × 40,3 cm           | Paris, musée d'Orsay                                  | Musée consulté le 23/03/2022                    |
|       | Scène de genre | Réunion sur la plage à Trouville                                                          | 1865        | huile sur toile                         | 42 × 65 cm               | Musée d'Art et d'Histoire de Genève                   | Musée consulté le 11/04//2022                   |
|       | Architecture   | Hanvec, intérieur d'église                                                                | 1865 vers   | huile sur toile                         | 50 × 61 cm               | Le Havre, Musée d'art moderne André-Malraux           | Musée                                           |
|       | Portrait       | Femme en robe bleu sous un parasol                                                        | 1865 vers   | huile sur carton                        | 22 × 32 cm               | Le Havre, musée d'Art moderne André-Malraux           | Musée                                           |
|       | Scène de genre | Bretagne. Scène d'intérieur                                                               | 1865-1869   | huile sur bois                          | 22,6 × 31 cm             | Le Havre, musée d'Art moderne André-Malraux           | Musée                                           |
|       | Scène de genre | Scène de plage                                                                            | 1865-1867   | huile sur panneau                       | 34,7 × 57,7 cm           | Cleveland Museum of Art                               | Musée                                           |
|       | Portrait       | La Princesse Pauline Metternich sur la plage                                              | 1865-1867   | huile sur carton marouflé sur bois      | 29,5 × 23,5 cm           | New York, Metropolitan Museum of Art                  | Musée                                           |
|       | Paysage        | La Plage à Trouville                                                                      | 1865-1868   | huile sur panneau                       | 16,5 × 24,1 cm           | Tacoma Art Museum                                     | Musée                                           |
|       | Paysage        | Pardon dans le Finistère                                                                  | 1865-1870   |                                         | 41,9 × 31,7 cm           | Richmond, musée des Beaux-Arts de Virginie            | Musée                                           |
|       | Scène de genre | Foire en Bretagne                                                                         | 1865-1870   | Huile sur panneau                       | 30 × 40 cm               | collection privée, vente 2022                         | Auction.fr                                      |
|       | Paysage        | Quai à Anvers                                                                             | 1865-1870   | huile sur bois                          | 49 × 64 cm               | Sheffield Galleries                                   | Art UK consulté le 05/04/2022                   |
|       | Scène de genre | Scène de marché                                                                           | 1865-1872   | huile sur carton                        | 16 × 20 cm               | Le Havre, musée d'Art moderne André-Malraux           | Musée                                           |
|       | Paysage        | Intérieur, cour de ferme, grands arbres                                                   | 1865-1872   | huile sur bois                          | 25,8 × 23,5 cm           | Le Havre, musée d'Art moderne André-Malraux           | Musée                                           |
|       | Animalier      | Trois Chevaux                                                                             | 1865-1875   | huile sur bois                          | 22,7 × 27 cm             | Le Havre, musée d'Art moderne André-Malraux           | Musée                                           |
|       | Animalier      | Trois Chevaux                                                                             | 1865-1875   | huile sur bois                          | 12 × 22,8 cm             | Le Havre, musée d'Art moderne André-Malraux           | Musée                                           |
|       | Animalier      | Étude. Cheval à grande crinière                                                           | 1865-1875   | huile sur bois                          | 16 × 21 cm               | Le Havre, musée d'Art moderne André-Malraux           | Musée                                           |
|       | Animalier      | Étude de chevaux                                                                          | 1865-1875   | huile sur carton                        | 16 × 22,2 cm             | Le Havre, musée d'Art moderne André-Malraux           | Musée                                           |
|       | Animalier      | Deux Chevaux à l'écurie                                                                   | 1865-1875   | huile sur bois                          | 16 × 24 cm               | Le Havre, musée d'Art moderne André-Malraux           | Musée                                           |
|       | Scène de genre | Bretonne à genoux                                                                         | 1865-1875   | huile sur bois                          | 18,5 × 13 cm             | Le Havre, musée d'Art moderne André-Malraux           | Musée                                           |
|       | Marine         | Les Régates d’Argenteuil                                                                  | 1866        | huile sur toile                         | 32 × 45 cm               | Johannesburg Art Gallery                              | Musée                                           |
|       | Scène de genre | Lavandières sur un des bras de la Touques                                                 | 1866        | huile sur toile                         | 45,5 × 73 cm             | Collection privée, vente 2010                         | Catalogue Christie's                            |
|       | Scène de genre | Le Déjeuner sur l'herbe                                                                   | 1866        | huile sur bois                          | 17,5 × 25 cm             | Paris, musée d'Orsay                                  | Musée consulté le 08/04/2022                    |
|       | Marine         | Le Havre, navires en pleine mer                                                           | 1866        | huile sur toile                         | 31 × 47 cm               | Collection privée, vente 2021                         | Catalogue Christie's consulté le 03/04/2022     |
|       | Scène de genre | Sur la plage de Trouville                                                                 | 1867        |                                         | 11 × 24 cm               | collection privée, vente 2008                         | Catalogue Christie's consulté le 25/03/2022     |
|       | Scène de genre | Au bord de la mer                                                                         | 1867        | huile sur panneau                       | 31,4 × 48 cm             | Dublin, Hugh Lane Municipal Gallery                   | Musée consulté le 09/04/2022                    |
|       | Scène de genre | La Jetée de Trouville                                                                     | 1867        | huile sur toile                         | 47 × 64 cm               | Ordrupgaard, Charlottenlund                           | Kulturarv                                       |
|       | Scène de genre | Plage de Trouville                                                                        | 1867        | huile sur toile                         | 63 × 89 cm               | musée national de l'Art occidental, Tokyo             | Musée                                           |
|       | Scène de genre | La Plage de Trouville                                                                     | 1867        | huile sur bois                          | 32 × 48 cm               | Musée d'Orsay, Paris                                  | Musée consulté le 16/04/2022                    |
|       | Scène de genre | Scène de plage à marée basse                                                              | 1867        | huile sur toile                         | 31 × 48 cm               | Bowes Museum, Barnard Castle                          | Musée consulté le 05/04/2022                    |
|       | Paysage        | Village près d'une rivière                                                                | 1867 vers   | huile sur bois                          | 35,6 × 58,4 cm           | New York, Metropolitan Museum of Art                  | Musée consulté le 04/04/2022                    |
|       | Paysage        | Personnages sur la plage                                                                  | 1867-1870   | huile sur toile                         | 38 × 61 cm               | Washington, National Gallery of Art                   | Musée consulté le 16/04/2022                    |
|       | Paysage        | Rue de village                                                                            | 1867-1872   | huile sur bois                          | 16,2 × 23,6 cm           | Le Havre, musée d'Art moderne André-Malraux           | Musée                                           |
|       | Scène de genre | La Plage de Trouville                                                                     | 1868        | huile sur bois                          | 21 × 35 cm               | Remagen, musée d'Art contemporain de Rolandseck       | UNICEF consulté le=13/08/2021                   |
|       | Marine         | Navire quittant le port                                                                   | 1868        | huile sur panneau                       | 27 × 35 cm               | Aberdeen, Art Gallery                                 | Musée consulté le 05/04/2022                    |
|       | Scène de genre | Le Havre, vaisseaux à l'ancre dans le port                                                | 1868-1872   | huile sur bois                          | 39,7 × 49,5 cm           | musée d'Art de Denver                                 | Musée                                           |
|       | Portrait       | Dame en blanc sur la plage de Trouville                                                   | 1869        | huile sur carton                        | 31,4 × 48,6 cm           | Le Havre, musée d'Art moderne André-Malraux           | Musée consulté le 27 février 2018               |
|       | Portrait       | Personnages sur une plage à Trouville                                                     | 1869        | huile sur panneau                       | 29 × 47 cm               | Madrid, musée Thyssen-Bornemisza                      | Musée                                           |
|       | Scène de genre | La Plage à Trouville                                                                      | 1869        | huile sur panneau                       | 22,5 × 36,5 cm           | musée d'Art de Saint-Louis                            | Musée consulté le 25/03/2022                    |
|       | Portrait       | Baigneurs sur la plage de Trouville, Calvados                                             | 1869        | huile sur panneau                       | 30,5 × 48,7 cm           | musée d'Orsay, Paris                                  | Musée consulté le 22/03/2022                    |
|       | Portrait       | La Plage de Trouville, Calvados                                                           | 1869        | huile sur panneau                       | 30,5 × 48,7 cm           | musée d'Orsay, Paris en dépôt au Château de Compiègne | Château consulté le 22/03/2022                  |
|       | Portrait       | La Jetée de Deauville                                                                     | 1869        | huile sur panneau                       | 23 × 32 cm               | Paris, musée d'Orsay                                  | Musée consulté le 31/03/2022                    |
|       | Marine         | Voiliers                                                                                  | 1869        | huile sur bois                          | 24,5 × 33,5 cm           | Musée des Beaux-Arts de Caen                          | Musée d'Orsay consulté le 05/04/2022            |
|       | Paysage        | Le Passage du bac à Plougastel                                                            | 1869-1872   | huile sur bois                          | 31,5 × 46,5 cm           | Le Havre, musée d'Art moderne André-Malraux           |                                                 |
|       | Paysage        | Les Pêcheuses de Kerhor                                                                   | 1870        | huile sur toile                         | 46 × 66 cm               | Collection privée, vente 2016                         | Catalogue Sotheby's consulté le 06/04/2022      |
|       | Paysage        | Scène de plage, Trouville                                                                 | 1870        | huile sur panneau                       | 22 × 46 cm               | National Gallery, Londres                             | Musée consulté le 23/03/2022                    |
|       | Paysage        | Kerhor, La Baie                                                                           | 1870        | huile sur toile                         | 45 × 75 cm               | collection privée                                     | Artnet                                          |
|       | Paysage        | L'Hôpital-Camfrout (Bretagne)                                                             | 1870-1872   | huile sur bois                          | 20 × 39 cm               | Londres, National Gallery                             | Musée consulté le 26/03/2022                    |
|       | Paysage        | Environs du Faou                                                                          | 1870-1872   | huile sur toile                         | 32 × 46 cm               | Collection privée, vente 2008                         | Catalogue Christie's consulté le 31/03/2022     |
|       | Paysage        | Scène de plage, Trouville                                                                 | 1870-1874   | huile sur bois                          | 18 × 46 cm               | Londres, National Gallery                             | Musée consulté le 25/03/2022                    |
|       | Marine         | Voiliers                                                                                  | 1870        | huile sur toile                         | 51,1 × 73,6 cm           | Amherst College                                       | Musée                                           |
|       | Marine         | Bateaux au port                                                                           | 1870 vers   | huile sur panneau                       | 24,8 × 35,6 cm           | Atlanta, High Museum of Art                           | Musée                                           |
|       | Paysage        | Portrieux - marée basse                                                                   | 1870        | huile sur toile                         | 36,2 × 58,4 cm           | Amherst College                                       | Musée                                           |
|       | Paysage        | Le Port de Brest                                                                          | 1870        | huile sur toile                         | 47 × 67,9 cm             | Portland (Oregon), Portland Art Museum                | Musée                                           |
|       | Paysage        | Côte de Bretagne                                                                          | 1870        | huile sur toile                         | 47,3 × 66 cm             | Washington, National Gallery of Art                   | Musée                                           |
|       | Paysage        | Plougastel, le rivage au bord de la baie                                                  | 1870-1873   | huile sur toile                         | 33 × 55 cm               | Collection privée, vente 2012                         | Catalogue Christie's                            |
|       | Paysage        | Rivage et bateaux à Daoulas                                                               | 1870-1873   | huile sur toile                         | 36,8 × 58,3 cm           | Hakone, musée Pola                                    | Musée                                           |
|       | Paysage        | Passage du bac à Plougastel                                                               | 1870-1873   | Huile sur panneau parqueté              | 24,4 × 18,9 cm           | collection privée, vente 2004                         | Auction.fr                                      |
|       | Paysage        | Scène de plage à Trouville                                                                | 1870-1874   | huile sur panneau                       | 24 × 37 cm               | New Haven, Yale University Art Gallery                | Musée consulté le 22/03/2022                    |
|       | Paysage        | Trouville. Scène de plage                                                                 | 1870-1874   | huile sur panneau                       | 17 × 33 cm               | Collection privée, vente 2004ente 2010                | Catalogue Christie's consulté le 25/03/2022     |
|       | Animalier      | Cheval harnaché                                                                           | 1870-1880   | huile sur bois                          | 17,6 × 25,4 cm           | Le Havre, musée d'Art moderne André-Malraux           | Musée consulté le 27 février 2018               |
|       | Animalier      | Plusieurs chevaux à l'écurie                                                              | 1870-1880   | huile sur bois                          | 15,8 × 23,8 cm           | Le Havre, musée d'Art moderne André-Malraux           | Musée                                           |
|       | Paysage        | Rivière en Bretagne                                                                       | 1870-1880   | huile sur bois                          | 26 × 44,8 cm             | Le Havre, musée d'Art moderne André-Malraux           |                                                 |
|       | Paysage        | Plougastel, pêcheuses de crevettes                                                        | 1871        | huile sur bois                          | 30,7 × 57,6 cm           | Édimbourg, Galerie nationale d'Écosse                 | Musée                                           |
|       | Paysage        | Le Port de Trouville                                                                      | 1871        | huile sur bois                          | 23,8 × 41,2 cm           | Édimbourg, Galerie nationale d'Écosse                 | Musée                                           |
|       | Paysage        | L'Anse                                                                                    | 1871        | huile sur papier collé sur toile        | 37 × 47 cm               | Krannert Art Museum, Champaign                        | Musée consulté le 26/03/2022                    |
|       | Marine         | Le Port d'Anvers vu de la citadelle nord                                                  | 1871        | huile sur toile                         | 36 × 58 cm               | musée de Soissons                                     | Notice Joconde consulté le 09/04/2022           |
|       | Paysage        | La Plage de Schéveningue                                                                  | 1871-1874   | huile sur papier marouflé sur carton    | 30,8 × 40,5 cm           | Musée Eugène-Boudin de Honfleur                       | Notice Joconde consulté le 08/04/2022           |
|       | Marine         | Schéveningue                                                                              |             | huile sur panneau                       | 40 × 65 cm               | Fitzwilliam Museum Cambridge                          | Musée consulté le 05/04/2022                    |
|       | Paysage        | L'Escaut à Anvers                                                                         | 1871-1874   | huile sur panneau                       | 43,5 × 58,4 cm           | New Haven, Yale University Art Gallery                | Musée consulté le 03/04/2022                    |
|       | Marine         | Anvers, bateaux sur l'Escaut                                                              | 1871        | huile sur toile                         | 40,3 × 65,1 cm           | Atlanta, High Museum of Art                           | Musée                                           |
|       | Paysage        | Anvers, La Flotte anglaise vient prendre les restes de ssoldats enterés dans la citadelle | 1871        |                                         | 34 × 59 cm               | Collection privée, vente 2020                         | Catalogue Sotheby's consulté le 26/03/2022      |
|       | Paysage        | Port d'Anvers                                                                             | 1871        | huile sur bois                          | 31,3 × 46,7 cm           | Paris, musée d'Orsay                                  | Musée consulté le 08/04/2022                    |
|       | Paysage        | Anvers : vue sur le port depuis la Tête de Flandres                                       | 1871        | huile sur panneau                       | 37,5 × 60 cm             | Cambridge, Fogg Art Museum                            | Musée consulté le 06/04/2022                    |
|       | Marine         | Vue d'Anvers                                                                              | 1871        | huile sur toile                         | 36 × 58 cm               | Musée des Beaux-Arts de Pau                           | Notice Joconde consulté le 08/04/2022           |
|       | Marine         | Le Port d'Anvers                                                                          | 1871        | huile sur toile                         | 40,5 × 65,5 cm           | Calais, musée des Beaux-Arts et de la Dentelle        | RMN consulté le 08/04/2022                      |
|       | Paysage        | Le Port de Bruxelles                                                                      | 1871        | huile sur toile                         | 42 × 65 cm               | Londres, National Gallery                             | Musée consulté le 05/04/2022                    |
|       | Paysage        | Le Port de Bruxelles                                                                      | 1871        | huile sur panneau                       | 18 × 46,4 cm             | Baltimore, Walters Art Museum                         | Musée                                           |
|       | Paysage        | Canal aux environs de Bruxelles                                                           | 1871        | huile sur panneau                       | 32 × 41 cm               | Collection privée, vente 2011                         | Catalogue Bonhams                               |
|       | Paysage        | Canal de l’Allée-Verte, Bruxelles                                                         | 1871        | huile sur toile                         | 42 × 66 cm               | Musée des Beaux-Arts de Winterthour                   | Musée consulté le 04/04/2022                    |
|       | Paysage        | Bruxelles, le Vieux Marché aux Poissons                                                   | 1871        | huile sur panneau                       | 26 × 46 cm               | Glasgow, Collection Burrell                           | Musée consulté le 07/04/2022                    |
|       | Paysage        | Bateaux à l'ancre et tête de pont                                                         | 1871        | huile sur toile                         | 40,9 × 65,8 cm           | Cambridge, Fogg Art Museum                            | Musée consulté le 06/04/2022                    |
|       | Paysage        | La Baie à l'embouchure de l'Élorn à Landerneau                                            | 1871        | huile sur toile                         | 40,3 × 65,4 cm           | musée d'Art de Dallas                                 | Musée                                           |
|       | Paysage        | Dordrecht, la Grote Kerk depuis le canal                                                  | 1871        | huile sur panneau                       | 35,1 × 26,4 cm           | New York, Brooklyn Museum                             | Musée                                           |
|       | Paysage        | Le Port de Camaret                                                                        | 1871 vers   | huile sur toile                         | 39,4 × 63,5 cm           | Portland (Maine) Museum of Art                        | Musée                                           |
|       | Paysage        | Trouville. Scène de plage                                                                 | 1871        | huile sur panneau                       | 19 × 46 cm               | Moscou, Musée Pouchkine                               | Musée consulté le 22/03/2022                    |
|       | Paysage        | Trouville                                                                                 | 1871        | huile sur panneau                       | 18 × 46 cm               | Baltimore, Walters Art Museum                         | Musée consulté le 23/03/2022                    |
|       | Paysage        | Scène de plage à Trouville                                                                | 1871        | huile sur panneau                       | 20 × 47 cm               | Collection privée, vente 2008                         | Catalogue Christie's consulté le 25/03/2022     |
|       | Paysage        | Rade de Brest, baie de Camfrout, quai des Kerhors                                         | 1871        | huile sur toile                         | 30 × 47 cm               | Collection privée, vente 2016                         | Catalogue Christie's consulté le 25/03/2022     |
|       | Paysage        | Rade de Brest : La côte de Bindy à Logonna Daoulas                                        | 1871        | huile sur toile                         | 38 × 61 cm               | Liberec, Oblastini Galerie                            | AKG Images                                      |
|       | Paysage        | Camaret, bateaux dans la rade                                                             | 1871-1873   | huile sur toile                         | 35,9 × 58,4 cm           | Santa-Barbara Museum of Art                           | Musée                                           |
|       | Paysage        | Saint-Brieuc, bords du Légué                                                              | 1871-1873   | huile sur toile                         | 50,8 × 75,6 cm           | Richmond, musée des Beaux-Arts de Virginie            | Musée                                           |
|       | Paysage        | Camaret, le Toulinguet                                                                    | 1871-1873   | huile sur panneau                       | 54 × 89,5 cm             | Philadelphia Museum of Art                            | Musée                                           |
|       | Paysage        | Camaret, marée basse dans la rade                                                         | 1871-1873   | huile sur toile                         | 45 × 66 cm               | Musée national des Beaux-Arts (Argentine)             | Musée consulté le 23/03/2022                    |
|       | Paysage        | L'Escaut par temps orageux                                                                | 1871-1874   | huile sur toile                         | 43 × 56,5 cm             | Musée national des Beaux-Arts (Argentine)             | Musée consulté le 23/03/2022                    |
|       | Paysage        | Camaret-sur-mer, la pointe de Touliguet                                                   | 1872        | huile sur toile                         | 54,6 × 89,5 cm           | Remagen, musée d'Art contemporain de Rolandseck       | UNICEF consulté le 13/08/2021                   |
|       | Paysage        | Le Port de Camaret-sur-mer                                                                | 1872        | huile sur toile                         | 36 × 58 cm               | Ny Carlsberg Glyptotek, Copenhague                    | Kulturarv                                       |
|       | Paysage        | Embouchure de l'Elorn aux environs de Brest                                               | 1872        | huile sur toile                         | 55 × 89 cm               | Collection privée vente 2018                          | Catalogue Sotheby's consulté le 25/03/2022      |
|       | Scène de genre | Femmes de pêcheurs au bord de la mer                                                      | 1872        |                                         | 38,7 × 55,9 cm           | Musée des Beaux-Arts de Houston                       | Musée consulté le 23 Mars 2022                  |
|       | Scène de genre | Promeneuses à marée basse                                                                 | 1872        | huile sur panneau                       | 27 × 21 cm               | Collection privée, vente 2007                         | Catalogue Christie's consulté le 02/04/2022     |
|       | Paysage        | Bateaux de pêche à Kerhor                                                                 | 1872        | huile sur toile                         | 40,2 × 65,4 cm           | musée d'Art de l'université de Princeton              | Musée                                           |
|       | Paysage        | Le Port de Camaret                                                                        | 1872        | huile sur toile                         | Le Port de Camaret       | Musée des Beaux-Arts d'Angers                         | Musée d'Orsay                                   |
|       | Paysage        | Le Port de Camaret                                                                        | 1872        | huile sur toile                         | 38 × 59 cm               | Musée d'Art et d'Histoire de Meudon                   | Musée d'Orsay consulté le 08/04/2022            |
|       | Marine         | Voiliers, Camaret                                                                         | 1872        | huile sur toile                         | 50 × 76 cm               | Paris, musée du Louvre                                | Musée consulté le 08/04/2022                    |
|       | Marine         | Le Port de Camaret                                                                        | 1872        | huile sur toile                         | 36 × 59 cm               | Paris, musée d'Orsay                                  | Musée consulté le 08/04/2022                    |
|       | Paysage        | Environs de Plougastel                                                                    | 1872 vers   | huile sur bois                          | 22,2 × 40,4 cm           | Le Havre, musée d'Art moderne André-Malraux           | Notice Joconde consulté le 07/04/2022           |
|       | Scène de genre | Lavandières près de Trouville                                                             | 1872-1876   | huile sur bois                          | 28 × 41 cm               | Washington, National Gallery of Art                   | Musée consulté le 03/04/2022                    |
|       | Marine         | Voiliers sur la mer                                                                       | 1873        | huile sur toile                         | 32,6 × 46,3 cm           | Hakone, musée Pola                                    | Musée                                           |
|       | Paysage        | La Baie de Portrieux                                                                      | 1873        | huile sur toile                         | 36,6 × 58,4 cm           | Musée des beaux arts de Winnipeg                      | Musée                                           |
|       | Paysage        | Bateaux à l'ancre, Portrieux                                                              | 1873        | huile sur toile                         | 54 × 90 cm               | Collection privée, vente 2011                         | Catalogue Sotheby's                             |
|       | Paysage        | Port du Havre                                                                             | 1873        | huile sur toile                         | 40 × 54 cm               | Musée des Beaux-Arts (Boston)                         | Musée consulté le 06/04/2022                    |
|       | Paysage        | Entrée de port                                                                            | 1873        | huile sur toile                         | 37,2 × 59,7 cm           | Musée des Beaux-Arts (Boston)                         | Musée consulté le 06/04/2022                    |
|       | Paysage        | Scène portuaire                                                                           | 1873        | huile sur panneau                       | 24 × 32 cm               | Bristol City Museum and Art Gallery                   | Art UK consulté le 05/04/2022                   |
|       | Paysage        | Environs de Trouville                                                                     | 1873        | huile sur panneau                       | 24,1 × 39,7 cm           | Memphis, Dixon Gallery and Gardens                    | Musée                                           |
|       | Paysage        | Plage à Trouville                                                                         | 1873        | huile sur panneau                       | 21 × 41,3 cm             | Pasadena, Norton Simon Museum                         | Musée consulté le 22/03/2022                    |
|       | Paysage        | Vue de Trouville                                                                          | 1873        | huile sur panneau                       | 31,6 × 57,8 cm           | Philadelphia Museum of Art                            | Musée                                           |
|       | Paysage        | La plage de Trouville                                                                     | 1873        | huile sur toile                         | 19 × 33 cm               | Fitzwilliam Museum, Cambridge                         | Musée consulté le 05/04/2022                    |
|       | Paysage        | Plougastel, la traversée du bac                                                           | 1873        | huile sur toile                         | 54 × 88 cm               | Williamstown, Clark Art Institute                     | Musée consulté le 04/04/2022                    |
|       | Paysage        | Marée basse, Portrieux                                                                    | 1873        | huile sur toile                         | 32 × 46 cm               | Cambridge, Fitzwilliam Museum                         | Musée                                           |
|       | Nature morte   | Nature morte aux poissons                                                                 | 1873 vers   | huile sur toile                         | 79 × 110 cm              | Le Havre, musée d'Art moderne André-Malraux           | Musée                                           |
|       | Paysage        | Trouville, le Port                                                                        | 1873        | huile sur panneau                       | 31 × 58 cm               | Édimbourg, Galerie nationale d'Écosse                 | Muséeconsulté le 22/03/2022                     |
|       | Paysage        | Scène de plage, Trouville                                                                 | 1873        | huile sur panneau                       | 15 × 30 cm               | Londres, National Gallery                             | Musée consulté le 23/03/2022                    |
|       | Paysage        | Le Port de Camaret par ciel d'orage                                                       | 1873        | huile sur toile                         | 79,4 × 109,5 cm          | Palais des Beaux-Arts de Lille                        | Musée consulté le 23/03/2022                    |
|       | Paysage        | Camaret, le port                                                                          | 1873        | huile sur toile                         | 56 × 90 cm               | Collection privée, vente 2018                         | Catalogue Christie's consulté le 03/04/2022     |
|       | Paysage        | Portrieux, le port marée basse                                                            | 1873        | huile sur toile                         | 40 × 65 cm               | Collection privée, vente 2011                         | Catalogue Christie's consulté le 27/03/2022     |
|       | Paysage        | Portrieux, le port marée basse                                                            | 1873        | huile sur panneau                       | 24 × 29 cm               | Collection privée, vente 2020                         | Catalogue MutualArt consulté le 24/03/2022      |
|       | Marine         | Le Port de Portrieux                                                                      | 1873        | huile sur toile                         | 31,4 × 46 cm             | Berwick Museum and Art Gallery                        | Art UK consulté le 09/04/2022                   |
|       | Paysage        | Brest, la rade, récolte du varech                                                         | 1873        | huile sur toile                         | 40 × 65 cm               | Collection privée, vente 2017                         | Catalogue Christie's consulté le 25/03/2022     |
|       | Paysage        | Paysage aux lavandières                                                                   | 1873        | huile sur toile                         | 37 × 58 cm               | Musée des Beaux-Arts de Caen                          | Notice Joconde consulté le 08/04/2022           |
|       | Paysage        | Portrieux, le Port                                                                        | 1874        | huile sur toile                         | 37 × 58 cm               | collection privée, vente 2020                         | Catalogue Christie's                            |
|       | Paysage        | Marée basse, pêcheuses et voilier                                                         | 1874        | huile sur papier marouflée sur toile    | 17 × 24 cm               | collection privée, vente 2021                         | Catalogue Sotheby's consulté le 07/04/2022      |
|       | Paysage        | Quai à Anvers                                                                             | 1874        | huile sur panneau                       | 34,6 × 63,8 cm           | musée d'Art de Dallas                                 | Musée consulté le 03/04/2022                    |
|       | Paysage        | Le Bassin Casimir-Delavigne au Havre                                                      | 1874        | huile sur panneau                       | 37,5 × 47 cm             | Detroit Institute of Arts                             | Musée                                           |
|       | Paysage        | Trouville, scène de plage                                                                 | 1874        | huile sur panneau                       | 20,6 × 41,3 cm           | Kansas City, Musée d'art Nelson-Atkins                | Musée                                           |
|       | Paysage        | Scène de plage à Trouville                                                                | 1874        | huile sur panneau                       | 17 × 35 cm               | Collection particulière, vente 2018                   | Catalogue Christie's consulté le 16/04/2022     |
|       | Paysage        | La Plage de Trouville                                                                     | 1874        | huile sur panneau                       | 17 × 36 cm               | Collection particulière, vente 2008                   | Catalogue Christie's consulté le 31/03/2022     |
|       | Paysage        | En attendant la marée                                                                     | 1874        | huile sur toile                         | 20 × 26 cm               | Greenwich, National Maritime Museum                   | Musée consulté le 25/03/2022                    |
|       | Scène de genre | Foire en Bretagne                                                                         | 1874        | huile sur bois                          | 27 × 46 cm               | Washington, National Gallery of Art                   | Musée consulté le 27/03/2022                    |
|       | Scène de genre | Pâturages à Fervaques                                                                     | 1874        | huile sur toile                         | 40 × 55 cm               | Musée des Beaux-Arts de Caen                          | Notice Joconde consulté le 02/04/2022           |
|       | Paysage        | Bordeaux, les quais                                                                       | 1874        | huile sur toile                         | 31 × 46 cm               | Williamstown, Clark Art Institute                     | Musée consulté le 10/04/2021                    |
|       | Marine         | Le Port de Bordeaux vu du quai Bacalan                                                    | 1874        | huile sur toile                         | 36,4 × 58,4 cm           | musée des Beaux-Arts de Reims                         | Notice Joconde consulté le 09/04/2022           |
|       | Paysage        | Bacalan, près de Bordeaux                                                                 | 1874        | huile sur toile                         | 40,5 × 66,8 cm           | Ann Arbor, University of Michigan                     | Musée                                           |
|       | Marine         | Bordeaux, le port                                                                         | 1874        | huile sur toile                         | 30,3 × 46,3 cm           | Baltimore, Walters Art Museum                         | Musée consulté le 03/04/2022                    |
|       | Paysage        | Le Port de Bordeaux                                                                       | 1874        | huile sur toile                         | 40 × 65,4 cm             | Édimbourg, Galerie nationale d'Écosse                 | Musée                                           |
|       | Paysage        | Le Port de Bordeaux                                                                       | 1874        | huile sur toile                         | 70,5 × 102 cm            | Paris, musée d'Orsay                                  | Musée consulté le 08/04/2022                    |
|       | Paysage        | Le Port de Bordeaux                                                                       | 1874        | huile sur toile                         | 41 × 65 cm               | Paris, musée d'Orsay                                  | Musée consulté le 08/04/2022                    |
|       | Paysage        | Le Port de Bordeaux                                                                       | 1874        | huile sur toile                         | 22 × 36 cm               | musée des Beaux-Arts de Pau                           | Notice Joconde consulté le 08/04/2022           |
|       | Paysage        | Vue de Bordeaux, depuis le quai des Chartrons                                             | 1874        | huile sur toile                         | 54,7 × 89,5 cm           | Cleveland Museum of Art                               | Musée                                           |
|       | Marine         | Le Port de Bordeaux, vu du quai des Chartrons                                             | 1874        | huile sur toile                         | 54,5 × 90,5 cm           | Musée des Beaux-Arts de Reims                         | Notice Joconde consulté le 09/04/2022           |
|       | Marine         | Paysage à Bordeaux                                                                        | 1874        | huile sur toile                         | 48,5 × 74 cm             | Musée d'Art de Hiroshima                              | Musée consulté le 09/04/2022                    |
|       | Paysage        | Bordeaux, trois-mâts à quai                                                               | 1874-1876   | huile sur toile                         |                          | Phoenix Art Museum                                    | Musée                                           |
|       | Paysage        | Arbre vert, l'allée                                                                       | 1874-1878   | huile sur bois                          | 23,4 × 19,5 cm           | Le Havre, musée d'Art moderne André-Malraux           | Musée                                           |
|       | Paysage        | Portail de l'église Saint-Pierre, à Touques                                               | 1874-1885   | huile sur bois                          | 35,2 × 26,8 cm           | Le Havre, musée d'Art moderne André-Malraux           | Musée                                           |
|       | Paysage        | Portail de l'église Saint-Thomas, à Touques                                               | 1874-1885   | huile sur bois                          | 31,5 × 28,4 cm           | Le Havre, musée d'Art moderne André-Malraux           | Musée                                           |
|       | Paysage        | Portail de l'église Saint-Thomas, à Touques                                               | 1874-1885   | huile sur bois                          | 31,6 × 28,2 cm           | Le Havre, musée d'Art moderne André-Malraux           | Musée                                           |
|       | Paysage        | Le Rivage de Portrieux, Côtes-du-Nord                                                     | 1875        | huile sur toile                         | 32 × 46,5 cm             | Musée national des Beaux-Arts (Argentine)             | Musée                                           |
|       | Paysage        | Port de Lormont                                                                           | 1875        | huile sur toile                         | 51 × 80 cm               | Birmingham Museum of Art                              | Musée                                           |
|       | Paysage        | Retour d'un Terre-neuvier                                                                 | 1875        | huile sur toile                         | 73 × 1 001 cm            | Washington, National Gallery of Art                   | Musée                                           |
|       | Paysage        | Plage à Trouville                                                                         | 1875        | huile sur panneau                       | 12,5 × 24,5 cm           | Institut Courtauld                                    | Musée consulté le 05/04/2022                    |
|       | Scène de genre | Pêcheuses sur le sable à Berck                                                            | 1875        | huile sur toile                         | 30 × 48 cm               | Collection particulière                               | Connaissance des arts                           |
|       | Paysage        | La Touques                                                                                | 1875        | huile sur toile                         | 46 × 65 cm               | musée de Soissons                                     | Notice Joconde consulté le 09/04/2022           |
|       | Paysage        | Lavandières au bord de la Touques                                                         | 1875-1882   | huile sur panneau                       | 20 × 31 cm               | Collection privée, vente 2017                         | Catalogue Sotheby's                             |
|       | Paysage        | Brume, Bordeaux                                                                           | 1875        | huile sur panneau                       | 28 × 43 cm               | Greenock, McLean Museum                               | Art UK consulté le 05/04/2022                   |
|       | Marine         | Bordeaux                                                                                  | 1875        | huile sur panneau                       | 21,9 × 32,6 cm           | musée national de Cardiff                             | Musée consulté le 09/04/2022                    |
|       | Marine         | Un bateau                                                                                 | 1875        | huile sur toile                         |                          | Bayonne, musée Bonnat-Helleu                          | RMN consulté le 08/04/2022                      |
|       | Scène de genre | Un bateau                                                                                 | 1875        | huile sur toile                         |                          | Bayonne, musée Bonnat-Helleu                          | RMN consulté le 08/04/2022                      |
|       | Paysage        | Lavandières sur le bord de l'étang                                                        | 1875-1885   | huile sur panneau                       | 18,4 × 24,8 cm           | Art Institute of Chicago                              | Musée consulté le 03/04/2022                    |
|       | Scène de genre | Scène de plage                                                                            | 1875        | huile sur toile                         | 11,5 × 24,8 cm           | collection privée, vente 2023                         | Catalogue Sotheby's consulté le 01/07/2023      |
|       | Marine         | Camaret, Le Port                                                                          | 1876        | huile sur toile                         | 41 × 63 cm               | Sammlung Museum Barberini, Potsdam                    | Musée consulté le 05/04/2022                    |
|       | Paysage        | Rotterdam, Le Pont de la Bourse                                                           | 1876        | huile sur toile                         | 31 × 44 cm               | Toulouse, Fondation Bemberg                           | Rmn consulté le 03/04/2022                      |
|       | Paysage        | Le Port d'Anvers                                                                          | 1876        | huile sur toile                         | 69 × 97 cm               | Musée du Louvree Dépôt au Musée de Grenoble           | Musée consulté le 25/03/2022                    |
|       | Paysage        | La Garonne à Lormont                                                                      | 1876        | huile sur toile                         | 54,4 × 81,9 cm           | Remagen, musée d'Art contemporain de Rolandseck       | UNICEF consulté le=13/08/2021                   |
|       | Paysage        | Bordeaux, bateaux sur la Garonne                                                          | 1876        | huile sur toile                         | 49,5 × 73,7 cm           | Columbus Museum of Art                                | Musée consulté le 03/04/2022                    |
|       | Paysage        | Trouville, les jetées, marée haute                                                        | 1876        | huile sur toile                         | 31,1 × 45,1 cm           | Raleigh, North Carolina Museum of Art                 | Musée consulté le 16/04/2022                    |
|       | Paysage        | Vue sur le port de Leuvehaven à Rotterdam                                                 | 1876        | huile sur panneau                       | 24 × 32 cm               | Musée Boijmans Van Beuningen, Rotterdam               | Musée                                           |
|       | Paysage        | Quai d'accostage à Rotterdam                                                              |             | huile sur panneau                       | 31 × 22 cm               | Musée Boijmans Van Beuningen, Rotterdam               | Musée consulté le 06/04/2022                    |
|       | Paysage        | La Plage                                                                                  | 1877        | huile sur bois                          | 11 × 25,6 cm             | Washington, National Gallery of Art                   | Musée consulté le 22/03/2022                    |
|       | Paysage        | Vaches dans un champ sous un ciel d'orage                                                 | 1877        | huile sur bois                          | 41 × 55 cm               | Fitzwilliam Museum , Cambridge                        | Musée consulté le 27/03/2022                    |
|       | Paysage        | Fervaques, jardin et maison                                                               | 1877        | huile sur toile                         | 36 × 58 cm               | Collection particulière                               | Fiche Atlas                                     |
|       | Paysage        | Le Bassin de Deauville                                                                    | 1877-1881   | huile sur bois                          | 27 × 33 cm               | Collection privée, vente 2012                         | Catalogue Kroller consulté le 31/03/2022        |
|       | Paysage        | Lavandières au bord de la Touques                                                         | 1878        | huile sur toile                         | 42 × 59 cm               | Collection privée, vente 2016                         | Catalogue Sotheby's consulté le 02/04/2022      |
|       | Paysage        | La Capture du Petit-Rodeur                                                                | 1878        | huile sur toile                         | 41 × 54 cm               | Collection privée, vente 2011                         | Catalogue Christie's consulté le 03/04/2022     |
|       | Paysage        | Bord de mer à Berck                                                                       | 1878        | huile sur toile                         | 77 × 108 cm              | Tokyo, Fuji Art Museum                                | Musée consulté le 09/04/2022                    |
|       | Paysage        | Bateaux échoués à Berck                                                                   | 1879        |                                         |                          | Norfolk, Chrysler Museum of Art                       | Musée                                           |
|       | Paysage        | Port                                                                                      | 1879 vers   | huile sur panneau                       | 30,5 × 40,6 cm           | musée d'Art de San Diego                              | Musée                                           |
|       | Paysage        | La Plage à Trouville                                                                      | 1879 vers   | huile sur panneau                       | 16 × 34 cm               | Musée des beaux-arts de San Francisco                 | Musée consulté le 23/03/2022                    |
|       | Marine         | Matin de septembre : port de Fécamp                                                       | 1880        | huile sur toile                         | 40,2 × 55,5 cm           | musée national de Cardiff                             | Musée consulté le 09/04/2022                    |
|       | Paysage        | La Côte près de Trouville, vue des hauteurs                                               | 1880        | huile sur toile                         | 40,3 × 54,1 cm           | Musée des beaux-arts de Montréal                      | Musée                                           |
|       | Paysage        | Pâturage en Normandie                                                                     | 1880 vers   | huile sur panneau                       | 31,7 × 45,1 cm           | musée d'Art de Denver                                 | Musée                                           |
|       | Scène de genre | Les Foins                                                                                 | 1880 vers   | huile sur panneau de chêne              | 20,5 × 42,2 cm           | Oberlin, Allen Memorial Art Museum                    | Musée                                           |
|       | Paysage        | Plage à Trouville                                                                         | 1880        | huile sur panneau                       | 14,9 × 25,1 cm           | Pasadena, Norton Simon Museum                         | Musée consulté le 22/03/2022                    |
|       | Paysage        | Plage à Trouville                                                                         | 1880        | huile sur panneau                       | 17,8 × 34,3 cm           | Philadelphia Museum of Art                            | Musée                                           |
|       | Paysage        | Trouville, scène de plage                                                                 | 1880        | huile sur panneau                       | 18 × 35 cm               | Collection privée, vente 2007                         | Antiques                                        |
|       | Scène de genre | Le Chariot du poissonnier                                                                 | 1880        | huile sur panneau                       | 32 × 47 cm               | Cambridge, Fitzwilliam Museum                         | Art UK                                          |
|       | Scène de genre | Bateaux de pêche au bord de la mer (Trouville, marée basse)                               | 1880        | huile sur panneau                       | 25 × 35 cm               | Moscou, Musée Pouchkine                               | Musée                                           |
|       | Scène de genre | Trouville, le Port                                                                        | 1880        | huile sur toile                         | 36 × 58 cm               | Collection privée, vente 2011                         | Catalogue Sotheby's                             |
|       | Scène de genre | Le Port de Trouville                                                                      | 1880-1885   | huile sur toile                         | 38 × 54 cm               | Manchester Art Gallery                                | Musée consulté le 05/04/2022                    |
|       | Marine         | Le Port de Deauville                                                                      | 1880-1884   | huile sur toile                         | 41 × 55,3 cm             | Glasgow Museums Resource Centre                       | Art UK consulté le 09/04/2022                   |
|       | Scène de genre | Deauville, le Bassin                                                                      | 1880        | huile sur panneau                       | 32 × 41 cm               | Collection privée, vente 2016                         | Catalogue Sotheby's consulté le 03/04/2022      |
|       | Scène de genre | Femmes attendant des bateaux de pêche sur la plage de Berck                               | 1880        | huile sur toile                         | 21 × 31 cm               | Southampton City Art Gallery                          | Art UK                                          |
|       | Scène de genre | Groupe de pêcheuses assis sur la grève, Berck                                             | 1880-1885   | huile sur panneau                       | 19,3 × 33 cm             | Musée d'Art de Hiroshima                              | Musée                                           |
|       | Paysage        | Les Dunes de Tourgéville                                                                  | 1880-1885   | huile sur toile                         | 41,4 × 55,4 cm           | Québec, Musée national des beaux-arts du Québec       | Musée                                           |
|       | Paysage        | Lavandières au bord d'une rivière                                                         | 1880-1885   | huile sur panneau                       | 26 × 36 cm               | Musée d'Israël, Jérusalem                             | Musée consulté le 09/04/2022                    |
|       | Paysage        | Le Parc Cordier à Trouville                                                               | 1880-1885   | huile sur toile                         | 51 × 62 cm               | musée national d'Art de Catalogne                     | Musée consulté le 2/04/2022                     |
|       | Paysage        | Deauville, Le bassin                                                                      | 1880-1885   | huile sur toile                         | 25 × 36 cm               | Collection privée                                     | Catalogue Rehs                                  |
|       | Paysage        | Le Bassin de Deauville                                                                    | 1880-1885   | huile sur panneau                       | 35 × 44 cm               | musée d'art moderne André-Malraux                     | Notice Joconde consulté le 31/03/2022           |
|       | Animalier      | Vaches sur les rives d'une rivière                                                        | 1880-1885   | huile sur papier marouflée sur carton   | 24 × 33 cm               | York Art Gallery                                      | Art UK                                          |
|       | Animalier      | Bœuf blanc                                                                                | 1880-1888   | huile sur toile                         | 40 × 55 cm               | Le Havre, musée d'Art moderne André-Malraux           | Musée                                           |
|       | Animalier      | Troupeau de bestiaux                                                                      | 1880-1888   | huile sur carton                        | 16,2 × 24 cm             | Le Havre, musée d'Art moderne André-Malraux           | Musée                                           |
|       | Paysage        | Paysage                                                                                   | 1880-1888   | huile sur bois                          | 17,8 × 22 cm             | Le Havre, musée d'Art moderne André-Malraux           | Musée                                           |
|       | Paysage        | Paysage. Intérieur d'une cour de ferme                                                    | 1880-1888   | huile sur bois                          | 38,5 × 34,6 cm           | Le Havre, musée d'Art moderne André-Malraux           | Musée                                           |
|       | Animalier      | Trois Vaches couchées                                                                     | 1880-1890   | huile sur bois                          | 18,5 × 24 cm             | Le Havre, musée d'Art moderne André-Malraux           | Musée                                           |
|       | Marine         | La Meuse à Rotterdam                                                                      | 1881        | huile sur toile                         | 85 × 128 cm              | Paris, musée d'Orsay                                  | Musée consulté le 08/04/2022                    |
|       | Paysage        | Entrée du village                                                                         | 1881        |                                         | 21,5 × 35,5 cm           | Bayeux, musée d'Art et d'Histoire Baron-Gérard        |                                                 |
|       | Animalier      | Paysage avec vaches                                                                       | 1881        |                                         |                          | Le Havre, musée d'Art moderne André-Malraux           | Notice Joconde consulté le 21 Mars 2022         |
|       | Animalier      | Vaches dans la vallée de la Touques                                                       | 1881-1887   | huile sur toile                         | 32,3 × 45,3 cm           | Musée Eugène-Boudin de Honfleur                       | Notice Joconde consulté le 08/042022            |
|       | Animalier      | Troupeau de vaches sous un ciel orageux                                                   | 1881-1888   | huile sur toile                         | 43 × 69 cm               | Le Havre, musée d'Art moderne André-Malraux           | Musée consulté le 20 Mars 2022                  |
|       | Paysage        | Trouville, scène de plage                                                                 | 1881        | huile sur panneau                       | 19,7 × 35,6 cm           | musée d'Art de Denver                                 | Musée                                           |
|       | Paysage        | Rue de Fervaques                                                                          | 1881        | huile sur toile                         | 41 × 31,5 cm             | Bayeux, musée d'Art et d'Histoire Baron-Gérard        | Musée                                           |
|       | Paysage        | Bateaux à quai, Deauville                                                                 | 1881        | huile sur toile                         | 40 × 55,4 cm             | Cambridge, Fitzwilliam Museum                         | Musée                                           |
|       | Marine         | Voiliers dans le port de Deauville                                                        | 1881        | huile sur bois                          | 26,6 × 21,1 cm           | Le Havre, musée d'Art moderne André-Malraux           | Musée                                           |
|       | Paysage        | Femmes sur la plage à Berck                                                               | 1881        | huile sur bois                          | 25 × 36 cm               | Washington, National Gallery of Art                   | Musée consulté le 23 Mars 2022                  |
|       | Paysage        | Berck, le rivage                                                                          | 1881        | huile sur toile                         | 46,5 × 65 cm             | musée du Touquet-Paris-Plage                          | Musenor consulté le 08/04/2022                  |
|       | Scène de genre | Pêcheuses de Berck                                                                        | 1881-1887   | huile sur bois                          | 14,4 × 25,9 cm           | Le Havre, musée d'Art moderne André-Malraux           | Musée                                           |
|       | Scène de genre | Défouisseurs de vers                                                                      | 1881-1888   | huile sur bois                          | 17,2 × 24,8 cm           | Le Havre, musée d'Art moderne André-Malraux           | Musée                                           |
|       | Paysage        | Bords de la Touques et vaches                                                             | 1881-1888   | huile sur toile                         | 43,3 × 58,4 cm           | Le Havre, musée d'Art moderne André-Malraux           | Musée                                           |
|       | Scène de genre | Lavandières                                                                               | 1881-1889   | huile sur bois                          | 17,3 × 31,2 cm           | Le Havre, musée d'Art moderne André-Malraux           | Musée                                           |
|       | Scène de genre | Lavandières sur la Touques                                                                | 1881-1889   | huile sur bois                          | 24 × 36 cm               | Le Havre, musée d'Art moderne André-Malraux           | Musée                                           |
|       | Paysage        | Bords de Touques                                                                          | 1881-1897   | huile sur toile                         | 36 × 58 cm               | Le Havre, musée d'Art moderne André-Malraux           | Musée                                           |
|       | Scène de genre | Fervaques, La Place du Village, le Jour du Marché                                         | 1882        |                                         | 24 × 23 cm               | musée Eugène-Boudin de Honfleur                       |                                                 |
|       | Marine         | Le Havre : L'avant-port au coucher du soleil                                              | 1882        | Huile sur toile                         | 54 × 74 cm               | Museum Barberini, Potsdam                             | Musée                                           |
|       | Marine         | Le Havre : Le Port du Havre au coucher du soleil                                          | 1882        | Huile sur toile                         | 54 × 74 cm               | Collection privée, vente 2017                         | Catalogue Sotheby's consulté le 06/04/ 2022     |
|       | Paysage        | L'Entrée de Berck                                                                         | 1882        | huile sur toile                         | 54,6 × 75 cm             | Musée des Beaux-Arts (Boston)                         | Musée consulté le 04/04/ 2022                   |
|       | Paysage        | Berck, paysage nuageux                                                                    | 1882        | huile sur toile                         | 55 × 75 cm               | Ashmolean Museum, Oxford                              | Art UK consulté le 05/04/ 2022                  |
|       | Scène de genre | Berck, scène de plage                                                                     | 1882        | huile sur panneau                       | 29,4 × 46 cm             | Jérusalem, musée d'Israël                             | Musée consulté le 09/04/ 2022                   |
|       | Paysage        | Deauville, la terrasse                                                                    | 1882        | huile sur toile                         | 36,8 × 58,1 cm           | Philadelphia Museum of Art                            | Musée                                           |
|       | Paysage        | Le Port de Trouville                                                                      | 1882        | huile sur toile                         | 46,4 × 66 cm             | Pittsburgh, Carnegie Museum of Art                    | Musée                                           |
|       | Paysage        | Trouville, Les Jetées                                                                     | 1882        | huile sur panneau                       | 21 × 27 cm               | Collection privée, vente 2018                         | Catalogue Christie's                            |
|       | Marine         | Fécamp : Le Port Intérieur                                                                | 1883        | huile sur panneau                       | 26 × 35 cm               | Museum Barberini, Potsdam                             | Musée consulté le 05/04/ 2022                   |
|       | Scène de genre | Lavandières près d'un pont                                                                | 1883        | huile sur panneau                       | 32 × 41 cm               | Musée des Beaux-Arts (Boston)                         | Musée consulté le 03/04/ 2022                   |
|       | Paysage        | La Touques près de Deauville                                                              | 1883        | huile sur toile                         | 55 × 74,5 cm             | Art Institute of Chicago                              | Musée                                           |
|       | Paysage        | Chenal à Trouville, marée basse                                                           | 1883        | huile sur panneau                       | 27 × 22 cm               | Manchester, Currier Museum of Art                     | Musée                                           |
|       | Paysage        | Le Port de Trouville                                                                      | 1883        | huile sur toile                         | 46 × 65 cm               | Collection privée, vente 2020                         | Catalogue Sotheby's                             |
|       | Paysage        | Lavandières sur les bords de la Touques                                                   | 1883        | huile sur toile                         |                          | Museum of Fine Arts (St. Petersburg)                  | Musée                                           |
|       | Paysage        | Entrée du port, Le Havre                                                                  | 1883        | huile sur toile                         | 119 × 160 cm             | Washington, National Gallery of Art                   | Musée                                           |
|       | Paysage        | En quittant le port du Havre                                                              | 1883        | huile sur toile                         | 118 × 160 cm             | David Owsley Museum Université d'État de Ball, Muncie | Catalogue d'exposition                          |
|       | Paysage        | Sur la Meuse                                                                              | 1883        | huile sur toile                         | 54,6 × 73,3 cm           | Washington, Kreeger Museum                            | Musée                                           |
|       | Marine         | Le Havre, voiliers dans le port                                                           | 1883        | huile sur panneau                       | 32,5 × 23 cm             | Williamstown, Clark Art Institute                     | Musée consulté le 10/04/2021                    |
|       | Marine         | Marine                                                                                    | 1883        | huile sur toile                         | 56 × 90,8 cm             | Château-musée de Dieppe                               | Notice Joconde consulté le 08/04/2022           |
|       | Marine         | Marine, soleil couchant                                                                   | 1883-1887   | huile sur panneau                       | 27 × 21,3 cm             | Williamstown, Clark Art Institute                     | Musée consulté le 10/04/2021                    |
|       | Paysage        | Le Havre, un bassin                                                                       | 1883-1887   | huile sur panneau                       | 29,2 × 40 cm             | Ann Arbor, University of Michigan                     | Musée                                           |
|       | Paysage        | Scène de plage                                                                            | 1883-1887   | huile sur panneau                       | 15 × 27 cm               | Collection privée, vente 2011                         | Catalogue Sotheby's consulté le 22/03/2022      |
|       | Paysage        | Trouville, les jetées, marée basse                                                        | 1883-1887   | huile sur panneau                       | 23,5 × 32,5 cm           | Zurich, Fondation et Collection Emil G. Bührle        | Musée consulté le 11/04/2022                    |
|       | Paysage        | Le Havre                                                                                  | 1883-1887   | huile sur panneau                       | 27,1 × 21 cm             | musée d'Art de l'université de Princeton              | Musée consulté le 25/03/2022                    |
|       | Paysage        | Marine, soleil couchant                                                                   | 1883-1887   | huile sur panneau                       | 27,1 × 21 cm             | musée Granet, Aix-en-Provence                         | Musée d'Orsay consulté le 26/03/2022            |
|       | Paysage        | Lavandières sur les bords de la Touques                                                   | 1883-1887   | huile sur panneau                       | 16,5 × 21,6 cm           | Glasgow, Collection Burrell                           | Musée consulté le 06/04/2022                    |
|       | Paysage        | La Plage à Trouville                                                                      | 1884        | huile sur panneau                       | 13,7 × 23,4 cm           | Édimbourg, Galerie nationale d'Écosse                 | Musée consulté le 22/03/2022                    |
|       | Paysage        | Le Port de Trouville                                                                      | 1884        | huile sur toile                         | 46 × 65 cm               | Bogota, Musée Botero                                  | Musée consulté le 25/03/2022                    |
|       | Paysage        | Coucher de soleil sur le rivage, marée basse                                              | 1884        |                                         | 117 × 160 cm             | musée des Beaux-Arts de Saint-Lô                      | Musée consulté le 09/04/2022                    |
|       | Paysage        | Le Bassin de l'Eure au Havre                                                              | 1884        | huile sur toile                         | 65 × 90 cm               | musée d'Évreux                                        | Notice Joconde consulté le 08/04/2022           |
|       | Paysage        | Le Port de Dordrecht                                                                      | 1882        | huile sur toile                         | 42 × 55 cm               | Musée des beaux-arts de Nantes                        | Musée consulté le 08/04/2022                    |
|       | Paysage        | La Meuse à Dordrecht                                                                      | 1882        | huile sur toile                         | 117 × 159 cm             | Dublin, Galerie nationale d'Irlande                   | Musée consulté le 09/04/2022                    |
|       | Paysage        | Scène de rivière avec moulin à Dordrecht                                                  | 1884        | huile sur toile                         | 50,2 × 61,6 cm           | Musée des beaux arts de Winnipeg                      | Musée                                           |
|       | Paysage        | Dordrecht, la Meuse                                                                       | 1884        | huile sur toile                         | 46 × 65 cm               | Collection privée, vente 2012                         | Catalogue Christie's                            |
|       | Paysage        | La Place Ary Scheffer, Dordrecht                                                          | 1884        | huile sur panneau                       | 27 × 21 cm               | Musée de Dordrecht                                    | Base RKD                                        |
|       | Paysage        | La Place de l'église Saint-Vulfran à Abbeville                                            | 1884        | huile sur panneau                       | 44,5 × 37 cm             | Madrid, musée Thyssen-Bornemisza                      | Musée consulté le 04/04/2022                    |
|       | Paysage        | Environs de Dordrecht, chantier de réparation de bateaux                                  | 1884        | huile sur toile                         |                          | Atlanta, High Museum of Art                           | Musée                                           |
|       | Paysage        | Dordrecht – vue du port                                                                   | 1884        | huile sur panneau                       |                          | Atlanta, High Museum of Art                           | Musée                                           |
|       | Paysage        | Le Port de Dordrecht                                                                      | 1884        | huile sur toile                         | 45,7 × 64,8 cm           | Des Moines Art Center                                 | Musée                                           |
|       | Paysage        | Environs de Dordrecht                                                                     |             | huile sur panneau                       | 23 × 33 cm               | Collection privée, vente 2016                         | Catalogue Sotheby's                             |
|       | Paysage        | Une rue à Dordrecht                                                                       |             | huile sur panneau                       | 41 × 33 cm               | Kelvingrove Art Gallery and Museum                    | Art UK consulté le 05/04/2022                   |
|       | Paysage        | Moulins en Hollande                                                                       | 1884        | huile sur toile                         | 50 × 61 cm               | Musée de la Chartreuse de Douai                       | RMN consulté le 03/04/2022                      |
|       | Paysage        | Paysage (Fervaques)                                                                       | 1884        | huile sur toile                         | 55,6 × 77,2 cm           | Atlanta, High Museum of Art                           | Musée                                           |
|       | Paysage        | Le Port de Deauville                                                                      | 1884 vers   | huile sur panneau                       | 25,7 × 34,9 cm           | Kansas City, Musée d'art Nelson-Atkins                | Musée                                           |
|       | Paysage        | Deauville. Le Bassin                                                                      | 1884        | huile sur panneau                       | 46 × 38 cm               | Musée des Impressionnismes Giverny                    | Google Arts                                     |
|       | Paysage        | Le Havre, le port                                                                         | 1884        | huile sur panneau                       | 32,4 × 41,1 cm           | New York, Brooklyn Museum                             | Musée consulté le 25/03/2022                    |
|       | Paysage        | Un grain                                                                                  | 1885        | huile sur toile                         | 65,2 × 90,3 cm           | Musée des beaux-arts de Montréal                      | Musée                                           |
|       | Paysage        | Trouville, les jetées à marée basse                                                       | 1885        | huile sur panneau                       | 23,8 × 32,7 cm           | Musée des Beaux-Arts (Boston)                         | Musée                                           |
|       | Paysage        | Trouville, les jetées à marée basse                                                       | 1885        | huile sur panneau                       | 32 × 41 cm               | Collection privée, vente 2021                         | Catalogue Sotheby's                             |
|       | Paysage        | Trouville ; les jetées marée haute                                                        | 1885        | huile sur toile                         | 40 × 55 cm               | Musée des Beaux-Arts de Rennes                        | Notice Joconde                                  |
|       | Paysage        | Trouville ; les jetées marée haute                                                        | 1885        | huile sur panneau                       | 33 × 23 cm               | Collection privée, vente 2013                         | Catalogue Sotheby's                             |
|       | Paysage        | Scène de plage, Villerville                                                               | 1885        | huile sur toile                         | 50,8 × 76,2 cm           | Memphis, Dixon Gallery and Gardens                    | Google Arts                                     |
|       | Paysage        | La Plage de Trouville                                                                     | 1885 vers   | huile sur panneau                       | 18,7 × 30,2 cm           | Pittsburgh, Carnegie Museum of Art                    | Musée consulté le 16/04/2022                    |
|       | Paysage        | Trouville, scène de plage                                                                 | 1885        | huile sur panneau                       | 14 × 27 cm               | Collection privée, vente 2018                         | Catalogue Bonhams consulté le 22/03/2022        |
|       | Paysage        | Le Havre                                                                                  | 1885 vers   | huile sur toile                         | 31,7 × 41,3 cm           | Portland (Oregon), Portland Art Museum                | Musée                                           |
|       | Marine         | Le Havre : Coucher de soleil sur la mer                                                   | 1885        | huile sur toile                         | 65 × 92 cm               | Potsdam, Museum Barberini                             | Musée consulté le 05/04/2022                    |
|       | Paysage        | La Meuse à Rotterdam                                                                      | 1885        | huile sur toile                         | 65,4 × 92,1 cm           | Tacoma Art Museum                                     | Musée                                           |
|       | Paysage        | Les Chalutiers                                                                            | 1885        | huile sur bois                          | 18 × 26 cm               | Washington, National Gallery of Art                   | Musée                                           |
|       | Scène de genre | Lavandières au bord de la Touques                                                         | 1885        | huile sur panneau                       | 26 × 41 cm               | Collection privée, vente 2010                         | Catalogue Christie's consulté le 31/03/2022     |
|       | Scène de genre | Lavandières près d'un ruisseau                                                            | 1885        | huile sur panneau                       | 18 × 23 cm               | Londres, National Gallery                             | Musée consulté le 03/04/2022                    |
|       | Marine         | Grand Voilier au port, Deauville                                                          | 1885-1888   | huile sur panneau                       | 25,4 × 20,3 cm           | Glasgow, Collection Burrell                           | Art UK consulté le 06/04/2022                   |
|       | Paysage        | Le Port du Havre                                                                          | 1885-1890   | huile sur panneau                       | 26 × 35,2 cm             | New Haven, Yale University Art Gallery                | Musée                                           |
|       | Marine         | Voiliers près de Trouville                                                                | 1885-1890   | huile sur panneau                       | 31,4 × 41,9 cm           | New Haven, Yale University Art Gallery                | Musée consulté le 26/03/2022                    |
|       | Marine         | Trouville, les jetées à marée basse                                                       | 1885-1890   | huile sur panneau                       | 26,3 × 21,3 cm           | Glasgow, Collection Burrell                           | Art UK consulté le 09/04/2022                   |
|       | Marine         | Le Port de Trouville, Chantier naval                                                      | 1885-1890   | huile sur toile                         | 40 × 55 cm               | Greenock, McLean Museum                               | Art UK consulté le 05/04/2022                   |
|       | Marine         | Le Havre, voiliers à quai                                                                 | 1885-1890   | huile sur bois                          | 26,5 x 21,5 cm           | Musée national de la Marine, Paris                    | Musée                                           |
|       | Paysage        | Vaches à paturage / Prairie à Deauville                                                   | 1885-1890   | huile sur toile                         | 36,7 × 46,6 cm           | Cambridge, Fogg Art Museum                            | Musée                                           |
|       | Paysage        | Trouville, chantier naval                                                                 | 1885-1890   | huile sur toile                         |                          | Atlanta, High Museum of Art                           | Musée                                           |
|       | Paysage        | Marée basse, voiliers échoués                                                             | 1885-1890   | huile sur panneau                       |                          | Collection privée, vente 1999                         | Catalogue Christie's                            |
|       | Scène de genre | Lavandières au bord de la Touques                                                         | 1885-1895   | huile sur bois                          | 22 × 33 cm               | Collection privée, vente 2008                         | Catalogue Christie's consulté le 31/03/2022     |
|       | Scène de genre | Lavandières au travail                                                                    | 1885-1895   | huile sur bois                          | 21,2 × 35,2 cm           | Le Havre, musée d'Art moderne André-Malraux           | Musée                                           |
|       | Paysage        | Marée basse à Étaples                                                                     | 1886        | huile sur toile                         | 79 × 109 cm              | musée des Beaux-Arts de Bordeaux                      | Musée                                           |
|       | Paysage        | Lavandières au bord de la Touques                                                         | 1886        | huile sur toile                         | 50 × 76 cm               | Collection privée, vente 2017                         | Catalogue Christie's                            |
|       | Paysage        | Trouville, le port                                                                        | 1886        | huile sur toile                         | 45,7 × 65,1 cm           | New York, Brooklyn Museum                             | Musée                                           |
|       | Paysage        | La Plage de Trouville                                                                     | 1886        | huile sur toile                         |                          | Musée des Beaux-Arts de Dunkerque                     | RMN consulté le 08/04/2022                      |
|       | Paysage        | Marée basse, Berck                                                                        | 1886        | huile sur toile                         | 50,2 × 61,3 cm           | Pasadena, Norton Simon Museum                         | Musée consulté le 03/04/2022                    |
|       | Paysage        | La Plage de Honfleur                                                                      | 1886        | huile sur toile                         |                          | Phoenix Art Museum                                    | Musée consulté le 31/03/2022                    |
|       | Paysage        | Le Port du Havre                                                                          | 1886 vers   | huile sur toile                         | 39,7 × 54,3 cm           | Musée des Beaux-Arts (Boston)                         | Musée                                           |
|       | Paysage        | Marine. Un grain                                                                          | 1886 vers   | huile sur bois                          | 117 × 160 cm             | Musée des Beaux-Arts de Morlaix                       | Musée consulté le 08/04/2022                    |
|       | Paysage        | Chemin animé, bord de rivière                                                             | 1887        | huile sur toile                         | 117 × 160 cm             | Collection privée, vente 2022                         | Catalogue Christie's consulté le 03/04/2022     |
|       | Marine         | Pleine mer, Les lamaneurs                                                                 | 1887        | huile sur toile                         | 92 × 132 cm              | Collection privée, vente 2021                         | Catalogue Christie's                            |
|       | Marine         | Navires et voiliers quittant le port du Havre                                             | 1887        | huile sur toile                         | 90 × 130 cm              | Washington, National Gallery of Art                   | Musée consulté le 31/03/2022                    |
|       | Marine         | Une corvette russe dans le bassin de l'Eure : Le Havre                                    | 1887        | huile sur toile                         | 63 × 88 cm               | Williamstown, Clark Art Institute                     | Musée consulté le 10/04/2021                    |
|       | Marine         | Bateaux au Havre                                                                          | 1887        | huile sur panneau                       | 34,9 × 26,4 cm           | Musée des Beaux-Arts (Boston)                         | Musée                                           |
|       | Marine         | Le Quai du Havre                                                                          | 1887        | huile sur panneau                       | 32 × 41 cm               | Fitzwilliam Museum, Cambridge                         | Musée consulté le 05/04/2022                    |
|       | Paysage        | Le Port de Trouville à marée basse                                                        | 1887        | huile sur bois                          | 35,1 × 26,5 cm           | musée de Cambrai                                      | Musée consulté le 27 février 2018               |
|       | Paysage        | La Jetée à Trouville                                                                      | 1887        | huile sur bois                          | 27 × 21 cm               | Collection privée, vente 2011                         | Catalogue Christie's consulté le 25/03/2022     |
|       | Paysage        | Deauville, le bassin à bateaux                                                            | 1887        | huile sur panneau                       | 35 × 27 cm               | Williamstown, Clark Art Institute                     | Musée consulté le 10/04/2021                    |
|       | Scène de genre | Deauville, scène de plage                                                                 | 1887        | huile sur panneau                       | 19 × 32 cm               | Collection privée, vente 2018                         | Catlogue Christie's consulté le 15/04/2022      |
|       | Paysage        | Sur la plage, Trouville                                                                   | 1887        | huile sur bois                          | 18 × 33 cm               | Washington, National Gallery of Art                   | Musée consulté le 22/03/2022                    |
|       | Paysage        | Trouville, la plage                                                                       | 1887-1896   | huile sur toile                         | 36,5 × 58,4 cm           | New York, Brooklyn Museum                             | Musée                                           |
|       | Paysage        | Jetée et le phare à Honfleur                                                              | 1880 fin    | huile sur bois                          | 18,7 × 24 cm             | Cambridge, Fitzwilliam Museum                         | Musée                                           |
|       | Paysage        | Trouville, le Port                                                                        | 1880-1885   | huile sur bois                          | 18,7 × 24 cm             | Musée des beaux-arts de Lyon                          | Connaissance des arts                           |
|       | Marine         | Corvette russe dans le port du Havre                                                      | 1887        | huile sur toile                         | 63 × 88 cm               | musée des Beaux-Arts d'Agen                           | Catalogue du Musée                              |
|       | Paysage        | Le Port du Havre, bassin de la Barre                                                      | 1888        | huile sur bois                          | 32,3 × 41 cm             | Paris, musée d'Orsay                                  | Musée consulté le 22 Mars 2022                  |
|       | Paysage        | La Marée montante (baie de Saint-Valéry)                                                  | 1888        | huile sur toile                         | 50 × 75,3 cm             | Musée des Beaux-Arts de Reims                         | Notice Joconde consulté le 09/04/2022           |
|       | Paysage        | Le Port de Deauville                                                                      | 1888-1890   | huile sur chêne                         | 29 × 41 cm               | Londres, National Gallery                             | Musée consulté le 05/04/2022                    |
|       | Paysage        | Deauville. Le Bassin                                                                      | 1888        | huile sur bois                          | 33 × 41 cm               | Collection privée, vente 2022                         | Catalogue Christie's consulté le 31/03/2022     |
|       | Paysage        | L'Entrée du port de Trouville                                                             | 1888        | huile sur acajou                        | 32 × 41 cm               | Londres, National Gallery                             | Musée consulté le 31/03/2022                    |
|       | Paysage        | La Plage de Tourgeville                                                                   | 1888        | huile sur toile                         | 50 × 76 cm               | Collection privée, vente 2012                         | Catalogue Christie's consulté le 25/03/2022     |
|       | Paysage        | Plage à Trouville                                                                         | 1888        | huile sur panneau                       | 14,3 × 23,8 cm           | Pasadena, Norton Simon Museum                         | Musée consulté le 22 Mars 2022                  |
|       | Paysage        | Entrée du port du Havre                                                                   | 1888        | huile sur toile                         | 90,2 × 130,5 cm          | Richmond, musée des Beaux-Arts de Virginie            | Musée                                           |
|       | Paysage        | Le Port de Trouville                                                                      | 1888 vers   | huile sur panneau                       | 20,5 × 26,8 cm           | University of Washington, Henry Art Gallery           | Musée                                           |
|       | Marine         | Le Port de Trouville le matin                                                             | 1888        | huile sur toile                         | 50,5 × 74,6 cm           | Musée des Beaux-Arts de Reims                         | Notice Joconde consulté le 09/04/2022           |
|       | Marine         | Un port en France                                                                         | 1888        | huile sur bois                          | 37,6 × 46 cm             | Hunterian Museum and Art Gallery                      | Musée consulté le 09/04/2022                    |
|       | Marine         | Trouville à marée basse                                                                   | 1888-1895   | huile sur panneau                       | 21,9 × 31,4 cm           | New Haven, Yale University Art Gallery                | Musée                                           |
|       | Marine         | Trouville, voilier échoué dans le port                                                    | 1888-1895   | huile sur panneau                       | 34 × 27 cm               | Collection privée, vente 2017                         | Catalogue Sotheby's                             |
|       | Marine         | Le Port de Trouville                                                                      | 1888-1895   | huile sur panneau                       | 31,9 × 41,1 cm           | New Haven, Yale University Art Gallery                | Musée                                           |
|       | Marine         | Navire sur la Touques                                                                     | 1888-1895   | huile sur bois                          | 32 × 24 cm               | Washington, National Gallery of Art                   | Musée consulté le 02/04/2022                    |
|       | Paysage        | Étude de ciel sur le Bassin d'un port                                                     | 1888-1895   | huile sur bois                          | 27 × 41 cm               | Musée d'art moderne André-Malraux, Le Havre           | Musée consulté le 20 Mars 2022                  |
|       | Paysage        | Coucher de soleil au bord de la mer                                                       | 1888-1895   | huile sur bois                          | 27 × 21 cm               | Musée d'art moderne André-Malraux, Le Havre           | Musée consulté le 20 Mars 2022                  |
|       | Paysage        | Étude de ciel                                                                             | 1888-1895   |                                         | 38 × 46 cm               | Musée d'art moderne André-Malraux, Le Havre           | Notice Joconde consulté le 07/042022            |
|       | Marine         | Deauville, le bassin                                                                      | 1888-1895   | huile sur bois                          | 26 × 35 cm               | Collection privée, vente 2008                         | Catalogue Christie's consulté le 31/03/2022     |
|       | Paysage        | Paysage le long de la Touques                                                             | 1888-1895   | huile sur toile                         | 32,1 × 46 cm             | Ann Arbor, University of Michigan                     | Musée                                           |
|       | Scène de genre | La Vallée de la Touques                                                                   | 1888-1895   | huile sur toile                         | 41 × 55 cm               | Collection privée, vente 2020                         | Catalogue Christie's consulté le 27/03/2022     |
|       | Scène de genre | La Touques, le matin                                                                      | 1889        | huile sur bois                          | 25,1 × 20,2 cm           | Musée des Beaux-Arts de Reims                         | Notice Joconde consulté le 09/04/2022           |
|       | Paysage        | Étude de nuages sur un ciel bleu                                                          | 1888-1895   | huile sur bois                          | 37 × 46 cm               | Musée d'art moderne André-Malraux, Le Havre           | Musée                                           |
|       | Paysage        | Grand Ciel                                                                                | 1888-1895   | huile sur bois                          | 26,8 × 21,8 cm           | Musée d'art moderne André-Malraux, Le Havre           | Notice Joconde consulté le 07/04/2022           |
|       | Paysage        | Le Couchant                                                                               | 1888-1895   | huile sur bois                          | 27,3 × 21,8 cm           | Musée d'art moderne André-Malraux, Le Havre           | Musée                                           |
|       | Paysage        | Coucher de soleil au bord de la mer                                                       | 1888-1895   | huile sur bois                          | 27,5 × 21,5 cm           | Musée d'art moderne André-Malraux, Le Havre           | Musée                                           |
|       | Paysage        | Ciel au couchant                                                                          | 1888-1895   | huile sur bois                          | 27 × 22 cm               | Musée d'art moderne André-Malraux, Le Havre           | Musée                                           |
|       | Paysage        | Étude de ciel au couchant                                                                 | 1888-1895   | huile sur bois                          | 27,5 × 21 cm             | Musée d'art moderne André-Malraux, Le Havre           | Musée                                           |
|       | Scène de genre | Marché au poisson de Trouville (esquisse)                                                 | 1888-1895   | huile sur carton                        | 16,2 × 21,7 cm           | Le Havre, musée d'Art moderne André-Malraux           | Notice Joconde                                  |
|       | Scène de genre | La Poissonnerie de Trouville                                                              | 1888-1895   | huile sur bois                          | 22,7 × 27 cm             | Le Havre, musée d'Art moderne André-Malraux           | Notice Joconde                                  |
|       | Scène de genre | La Poissonnerie de Trouville                                                              |             | huile sur bois                          | 14 × 13 cm               | Le Havre, musée d'Art moderne André-Malraux           | Notice Joconde                                  |
|       | Scène de genre | Trouville, la poissonnerie                                                                | 1888-1895   | huile sur bois                          | 21,2 × 26,8 cm           | Le Havre, musée d'Art moderne André-Malraux           | Notice Joconde                                  |
|       | Paysage        | Vue de Caudebec-en-Caux                                                                   | 1889        | huile sur toile                         | 36 × 58 cm               | Musée d'art moderne André-Malraux, Le Havre           | Notice Joconde consulté le 02/04/2022           |
|       | Paysage        | Le Havre, le bassin de la Citadelle                                                       | 1889        | huile sur bois                          | 32 × 41 cm               | Québec, Musée national des beaux-arts du Québec       | Musée                                           |
|       | Paysage        | Le Port de Trouville                                                                      | 1889        | huile sur toile                         | 41,1 × 55,9 cm           | Rhode Island School of Design Museum                  | Musée                                           |
|       | Paysage        | Trouville, Le Port Marée Basse, Le Matin                                                  | 1889        | huile sur toile                         | 41 × 55 cm               | Collection privée                                     | Artnet                                          |
|       | Paysage        | Flottille de pêche et paquebot                                                            | 1889        | huile sur toile                         | 86,4 × 127 cm            | Richmond, musée des Beaux-Arts de Virginie            | Musée                                           |
|       | Paysage        | Dunkerque                                                                                 | 1889        | huile sur toile                         | 36,5 × 58,6 cm           | Williamstown, Clark Art Institute                     | Musée consulté le 10/04/2021                    |
|       | Paysage        | Le Dock Hollandais, Dunkerque                                                             | 1889        | huile sur toile                         | 36,5 × 58 cm             | Fitzwilliam Museum, Cambridge                         | Musée consulté le 05/04/2022                    |
|       | Marine         | Le Havre. L'avant-port                                                                    | 1889        | huile sur panneau                       | 26 × 35 cm               | Collection privée, vente 2022                         | Catalogue Christie's consulté le 31/03/2022     |
|       | Marine         | Étaples                                                                                   | 1889        | huile sur panneau                       | 40,5 × 55,2 cm           | Manchester Art Gallery                                | Musée consulté le 06/04/2022                    |
|       | Marine         | Cour de ferme                                                                             | 1889-1890   | huile sur toile                         | 41 × 55 cm               | Musée des Beaux-Arts de Rennes                        | Notice Joconde consulté le 06/04/2022           |
|       | Paysage        | Lever de lune sur un bassin                                                               | 1889-1894   | huile sur toile                         | 40 × 55,3 cm             | Musée d'art moderne André-Malraux, Le Havre           | Musée                                           |
|       | Paysage        | Saint-Valéry-sur-Somme                                                                    | 1890        | huile sur toile                         | 46 × 65 cm               | Aberdeen, Art Gallery                                 | Musée                                           |
|       | Paysage        | Coucher de soleil, Saint-Valery-sur-Somme                                                 | 1890        | huile sur toile                         | 40 × 55 cm               | Château-musée de Boulogne-sur-Mer                     | RMN consulté le 08/04/2022                      |
|       | Paysage        | Touques, le vieux port à marée basse                                                      | 1890        |                                         | 46 × 65 cm               | Collection privée, vente 2020                         | Catalogue Christie's                            |
|       | Paysage        | Étaples, la Canche, marée basse                                                           | 1890        | huile sur toile                         | 37 × 58 cm               | Collection privée, vente 2014                         | Catalogue Auction                               |
|       | Paysage        | Paysage avec un ruisseau                                                                  | 1890 vers   | huile sur bois                          | 24 × 34 cm               | Stuttgart, Staatsgalerie                              | Musée consulté le 10/4/2021                     |
|       | Paysage        | La Plage à Étretat                                                                        | 1890        | huile sur toile                         | 46 × 65 cm               | KUNSTEN Museum of Modern Art Aalborg                  | Musée                                           |
|       | Paysage        | Étretat, la falaise d'Aval                                                                | 1890        | huile sur toile                         | 79,9 × 109,9 cm          | Madrid, musée Thyssen-Bornemisza                      | Musée consulté le 25/03/2022                    |
|       | Paysage        | Plage à Étretat                                                                           | 1890        | huile sur toile                         | 40,3 × 55,2 cm           | Philadelphia Museum of Art                            | Musée                                           |
|       | Paysage        | Étretat                                                                                   | 1890        | huile sur toile                         | 41 × 54,9 cm             | musée d'Art de San Diego                              | Musée                                           |
|       | Paysage        | Entrée d'un port                                                                          | 1890        | huile sur panneau                       | 26,7 × 21,6 cm           | Amherst College                                       | Musée                                           |
|       | Paysage        | Le Port d'Étaples                                                                         | 1890        | huile sur toile                         |                          | Château-musée de Boulogne-sur-Mer                     | RMN consulté le 08/04/2022                      |
|       | Paysage        | Berck. Les Dunes par gros temps                                                           | 1890        | huile sur toile                         | 50,5 × 74,9 cm           | Collection privée, vente 2011                         | Catalogue Sotheby's consulté le 22/03/2022      |
|       | Marine         | Berck : le départ des barques                                                             | 1890        | huile sur toile                         | 79 × 110,2 cm            | Musée des Beaux-Arts de Reims                         | Notice Joconde consulté le 09/04/2022           |
|       | Paysage        | Deauville, le Rivage par gros temps                                                       | 1890        | huile sur toile                         | 55 × 89 cm               | Collection privée, vente 2016                         | Catalogue Sotheby's consulté le 24/03/2022      |
|       | Paysage        | Deauville, Le bassin à marée haute                                                        | 1890        | huile sur panneau                       | 38 × 47 cm               | Collection privée, vente 2020                         | Catalogue Christie's consulté le 31/03/2022     |
|       | Paysage        | Deauville, Scène de plage                                                                 | 1890        | huile sur panneau                       | 18 × 27 cm               | Collection privée, vente 2020                         | Catalogue Christie's consulté le 03/04/2022     |
|       | Paysage        | Saint-Céneri. Le moulin de Trotté                                                         | 1890        | huile sur bois                          | 17,5 × 24,4 cm           | Musée d'art moderne André-Malraux, Le Havre           | Musée                                           |
|       | Paysage        | Bénerville. La plage                                                                      | 1890        | huile sur toile                         | 90 × 130 cm              | Collection privée, vente 2007                         | Catalogue Christie's consulté le 22/03/2022     |
|       | Paysage        | Plage en Normandie                                                                        | 1890        | huile sur toile                         | 67,8 × 97,4 cm           | Sheffield Galleries                                   | Art UK consulté le 22/03/2022                   |
|       | Paysage        | Le Marché Sainte Catherine à Honfleur                                                     | 1890 vers   | huile sur panneau                       | 32 × 41 cm               | musée d'art de l'Université du Michigan               | Musée consulté le 27/03/2022                    |
|       | Paysage        | Falaises et barques jaunes à Étretat                                                      | 1890-1891   | huile sur bois                          | 37,4 × 55 cm             | Musée d'art moderne André-Malraux, Le Havre           | Musée                                           |
|       | Paysage        | Trouville, le port, voiliers échoués                                                      | 1890        | huile sur panneau                       | 27 × 21 cm               | Collection privée, vente 2020                         | Catalogue Christie's consulté le 24/03/2022     |
|       | Paysage        | Le Marché à Trouville                                                                     | 1890 vers   | huile sur bois                          | 23,8 × 33,3 cm           | Musée des beaux-arts de Montréal                      | Musée                                           |
|       | Paysage        | La Plage à Trouville                                                                      | 1890 vers   | huile sur toile                         | 37 × 58 cm               | National Gallery, Londres                             | Musée                                           |
|       | Scène de genre | Plage à Trouville                                                                         | 1890        | huile sur bois                          | 13,9 × 26,4 cm           | musée national de Cardiff                             | Musée consulté le 09/04/2022                    |
|       | Paysage        | Le Vieux Port de Touques                                                                  | 1890        | huile sur bois                          | 52 × 68 cm               | Château-musée de Boulogne-sur-Mer                     | RMN consulté le 08/04/2022                      |
|       | Scène de genre | Marché de village                                                                         | 1890 vers   | huile sur bois                          | 11,2 × 19,9 cm           | musée national de Cardiff                             | Musée consulté le 09/04/2022                    |
|       | Paysage        | L'Embouchure de la Touques                                                                | 1890-1894   |                                         | 32 × 46 cm               | Musée d'art moderne André-Malraux, Le Havre           | Notice Joconde                                  |
|       | Paysage        | Ciel au couchant                                                                          | 1890-1894   |                                         | 27 × 22 cm               | Musée d'art moderne André-Malraux, Le Havre           | Notice Joconde consulté le 07/04/2022           |
|       | Paysage        | La Collégiale d'Abbeville, la nuit                                                        | 1890-1894   | huile sur bois                          | 46 × 37,5 cm             | Musée d'Art et d'Archéologie de Valence               | Musée consulté le 03/04/2022                    |
|       | Paysage        | Sur la plage                                                                              | 1890-1895   | huile sur bois                          | 13 × 18 cm               | Musée d'art moderne André-Malraux, Le Havre           | Musée                                           |
|       | Paysage        | Le Pont à Trouville                                                                       | 1890-1897   | huile sur bois                          | 31,3 × 42,3 cm           | Musée d'art moderne André-Malraux, Le Havre           | Musée                                           |
|       | Paysage        | Les Baigneurs à Trouville                                                                 | 1890-1897   | huile sur bois                          | 26,4 × 35,3 cm           | Musée d'art moderne André-Malraux, Le Havre           | Musée                                           |
|       | Marine         | Voiles sur la mer                                                                         | 1890-1897   | huile sur bois                          | 27 × 21,1 cm             | Musée d'art moderne André-Malraux, Le Havre           | Musée                                           |
|       | Paysage        | Nuages, ciel bleu et barques                                                              | 1890-1897   | huile sur bois                          | 23 × 32,3 cm             | Musée d'art moderne André-Malraux, Le Havre           | Musée                                           |
|       | Paysage        | L'Été à Villers                                                                           | 1890-1897   | huile sur toile                         | 50,1 × 74 cm             | Musée d'art moderne André-Malraux, Le Havre           | Musée                                           |
|       | Paysage        | Barques et estacade (Trouville)                                                           | 1890-1897   | huile sur toile                         | 40,2 × 55,3 cm           | Musée d'art moderne André-Malraux, Le Havre           | Musée                                           |
|       | Paysage        | Le Vieux Port de Touques                                                                  | 1891        | huile sur toile                         |                          | Phoenix Art Museum                                    | Musée consulté le 02/04/2022                    |
|       | Paysage        | Les Quais de Deauville                                                                    | 1891        | huile sur panneau                       | 46,7 × 37,8 cm           | Cleveland Museum of Art                               | Musée                                           |
|       | Marine         | Le Rivage à Deauville                                                                     | 1891        | huile sur panneau                       | 37,4 × 46,3 cm           | Glasgow Museums Resource Centre                       | Art UK consulté le 09/04/2022                   |
|       | Marine         | Deauville, les Quais                                                                      | 1891        | huile sur panneau                       | 27,9 × 21,9 cm           | Glasgow, Collection Burrell                           | Musée consulté le 09/04/2022                    |
|       | Paysage        | Étaples, les bords de la Canche                                                           | 1891        | huile sur toile                         | 49,8 × 74,9 cm           | Philadelphia Museum of Art                            | Musée                                           |
|       | Paysage        | Coucher de soleil sur la Canche, Étaples                                                  | 1891        | huile sur toile                         | 33 × 41 cm               | Collection privée, vente 2010                         | Catalogue Christie's                            |
|       | Paysage        | L'Eglise d'Étaples                                                                        | 1891        | huile sur toile                         | 41 × 55 cm               | Collection privée, vente 1997                         | L'Objet d'art                                   |
|       | Paysage        | Trouville                                                                                 | 1891        | huile sur toile                         | 39 × 54 cm               | musée d'art de Cincinnati                             | Musée consulté le 31/03/2022                    |
|       | Paysage        | Le Port de Trouville                                                                      | 1891        | huile sur bois                          | 27 × 21,3 cm             | Québec, Musée national des beaux-arts du Québec       | Musée                                           |
|       | Scène de genre | Lavandières sur la Touques près de Trouville                                              | 1891        | huile sur panneau                       | 24 × 35 cm               | Collection privée, vente 2008                         | Catalogue Christie's consulté le 31/03/2022     |
|       | Marine         | Port de Trouville                                                                         | 1891        |                                         | 46 × 65,5 cm             | Paris musée du Louvre                                 | Musée consulté le 08/04/2022                    |
|       | Paysage        | Vue sur le port de Saint-Valery-sur-Somme                                                 | 1891        | huile sur toile                         | 45,2 × 64 cm             | Cleveland Museum of Art                               | Musée                                           |
|       | Paysage        | Saint-Valery-sur-Somme. L'Embouchure de la Somme                                          | 1891        | huile sur toile                         | 46 × 65 cm               | Collection privée, vente 2011                         | Catalogue Sotheby's                             |
|       | Paysage        | Vue de l'estuaire de la Somme à Saint-Valery-sur-Somme                                    | 1891        | huile sur toile                         | 40 × 55 cm               | Musée des Beaux-Arts d'Orléans                        | RMN                                             |
|       | Paysage        | Coucher de soleil                                                                         | 1891        | huile sur toile                         | 59,7 × 73,7 cm           | Huntington Museum of Art                              | Musée                                           |
|       | Marine         | Bateaux à Saint-Valéry                                                                    | 1891        | huile sur toile                         | 46 × 65 cm               | Memphis Brooks Museum of Art                          | Musée                                           |
|       | Paysage        | Étretat                                                                                   | 1891        | huile sur toile                         | 78 × 110 cm              | Madison, Chazen Museum of Art                         | Musée consulté le 24/03/2022                    |
|       | Paysage        | Saint-Vaast-la-Hougue                                                                     | 1892        | huile sur toile                         | 53 × 78 cm               | Adelaïde, musée d'Australie-Méridionale               | Musée                                           |
|       | Marine         | Marine à Saint-Vaast-la-Hougue                                                            | 1892        | huile sur toile                         | 46 × 65 cm               | Collection privée, vente 2011                         | Catalogue Sotheby's consulté le 07/04/2022      |
|       | Paysage        | Le Port du Havre                                                                          | 1892        | huile sur bois                          | 32,1 × 40,7 cm           | Melbourne, National Gallery of Victoria               | Musée                                           |
|       | Paysage        | Crépuscule sur le Bassin du Commerce au Havre                                             | 1892-1894   | huile sur bois                          | 40 × 55 cm               | Le Havre, Musée André Malraux                         | Notice Joconde                                  |
|       | Paysage        | Le Havre, le bassin du commerce                                                           | 1892        | huile sur bois                          | 37 × 46 cm               | Collection privée, vente 2007                         | MutualArt                                       |
|       | Marine         | Fécamp, le Bassin                                                                         | 1892        | huile sur toile                         | 41 × 56 cm               | Collection privée, vente 2017                         | Musée consulté le 06/04/2022                    |
|       | Paysage        | La Plage à Benerville, marée basse                                                        | 1892        | huile sur toile                         | 50,2 × 35,6 cm           | Memphis, Dixon Gallery and Gardens                    | Google Arts                                     |
|       | Paysage        | Saint-Valéry-sur-Somme, le port                                                           | 1892        | huile sur panneau                       | 32,5 × 40,8 cm           | New York, Brooklyn Museum                             | Musée                                           |
|       | Paysage        | Beaulieu : la baie des Fourmis                                                            | 1892        | huile sur toile                         | 54,9 × 90,2 cm           | New York, Metropolitan Museum of Art                  | Musée consulté le 03/04/2022                    |
|       | Paysage        | Beaulieu : la baie ; effet du matin                                                       | 1892        | huile sur toile                         | 36,3 × 57,4 cm           | Musée d'art moderne André-Malraux, Le Havre           | Musée                                           |
|       | Paysage        | Quai à Villefranche                                                                       | 1892        | huile sur toile                         | 50,7 × 74,6 cm           | Musée des Beaux-Arts (Boston)                         | Musée                                           |
|       | Paysage        | Villefranche                                                                              | 1892 vers   | huile sur panneau                       | 41 × 32,7 cm             | Williamstown, Clark Art Institute                     | Musée consulté le 10/04/2021                    |
|       | Paysage        | Le Port de Villefranche                                                                   | 1892        | huile sur toile                         | 46 × 65 cm               | Musée d'art moderne André-Malraux, Le Havre           | Musée                                           |
|       | Paysage        | Le Port de Villefranche                                                                   | 1892        | huile sur toile                         | 46 × 65 cm               | Édimbourg, Galerie nationale d'Écosse                 | Musée consulté le 22/03/2022                    |
|       | Paysage        | La Rade de Villefranche                                                                   | 1892        | huile sur toile                         |                          | Musée des Beaux-Arts de Nice                          | RMN consulté le 08/04/2022                      |
|       | Paysage        | La Rade de Villefranche                                                                   | 1885 ?      | huile sur toile                         | 47 × 65 cm               | Collection particulière                               | Fiche Atlas                                     |
|       | Paysage        | Paysage de bord de mer                                                                    | 1892        | huile sur bois                          | 28 × 37 cm               | Château-musée de Boulogne-sur-Mer                     | RMN consulté le 08/04/2022                      |
|       | Paysage        | Deauville. La Dune                                                                        | 1892        | huile sur toile                         | 50 × 73 cm               | Collection privée, vente 2016                         | Catalogue Sotheby's consulté le 03/04/2022      |
|       | Paysage        | Un bateau de pêche, Trouville                                                             | 1892-1896   | huile sur panneau                       | 27,1 × 21,3 cm           | Musée d'art moderne André-Malraux, Le Havre           | Musée                                           |
|       | Paysage        | Ciel d'orage sur l'estuaire du Havre                                                      | 1892-1896   | huile sur toile                         | 50,8 × 74,4 cm           | Musée d'art moderne André-Malraux, Le Havre           | Musée                                           |
|       | Paysage        | L'entrée du port de Trouville à marée haute                                               | 1892-1896   | huile sur bois                          | 38 × 49 cm               | Musée d'art moderne André-Malraux, Le Havre           | Musée                                           |
|       | Paysage        | Un bateau de pêche, Trouville                                                             | 1892 - 1896 | huile sur panneau                       | 27 × 21 cm               | Édimbourg, Galerie nationale d'Écosse                 | Musée consulté le 22/03/2022                    |
|       | Paysage        | La Plage à Tourgéville-les-Sablons                                                        | 1893        | huile sur toile                         | 51 × 74 cm               | Dublin, Hugh Lane Municipal Gallery                   | Musée consulté le 05/04/2022                    |
|       | Marine         | Les Régates                                                                               | 1893        | huile sur bois                          | 24 × 32 cm               | Château-musée de Boulogne-sur-Mer                     | RMN consulté le 08/04/2022                      |
|       | Paysage        | Le Rivage de Villerville                                                                  | 1893        | huile sur toile                         | 49 × 74 cm               | Collection privée, vente 2018                         | Catalogue Christie's consulté le 06/04/2022     |
|       | Paysage        | Le Port de Trouville                                                                      | 1893        | huile sur toile                         | 54,3 × 79,3 cm           | Johannesburg Art Gallery                              | Musée consulté le 30/03/2021                    |
|       | Paysage        | La Jetée de Trouville                                                                     | 1893        | huile sur toile                         | 45 × 63,5 cm             | Johannesburg Art Gallery                              | Musée consulté le 30/03/2021                    |
|       | Paysage        | Trouville, les jetées                                                                     | 1893        | huile sur panneau                       | 22 × 27 cm               | Collection privée, vente 2018                         | Catalogue Christie's consulté le 02/04/2021     |
|       | Paysage        | Bateaux de pêche à Fécamp                                                                 | 1893 vers   | huile sur bois                          | 41,7 × 33,3 cm           | Kunsthalle de Hambourg                                | Musée                                           |
|       | Paysage        | La Plage de Deauville                                                                     | 1893 vers   | huile sur toile                         | 50 × 74 cm               | Musée des Beaux-Arts de Caen                          | Notice Joconde                                  |
|       | Paysage        | Deauville. Le Bassin                                                                      | 1893        | huile sur panneau                       | 36 × 46 cm               | Collection privée, vente 2008                         | Catalogue Christie's consulté le 31/03/2021     |
|       | Paysage        | Deauville                                                                                 | 1893        | huile sur toile                         | 51 × 74 cm               | Institut Courtauld, Londres                           | Musée consulté le 05/04/2022                    |
|       | Paysage        | Ruines du château de Lassay (Deauville)                                                   | 1893        | huile sur toile                         |                          | Château-musée de Boulogne-sur-Mer                     | RMN consulté le 08/04/2022                      |
|       | Scène de genre | Personnages sur la plage                                                                  | 1893        | huile sur toile                         | 36,5 × 59,1 cm           | Musée des Beaux-Arts (Boston)                         | Musée                                           |
|       | Paysage        | Plage à Trouville                                                                         | 1893        | huile sur toile                         | 56 × 91 cm               | Saint-Pétersbourg, musée de l'Ermitage                | Musée consulté le 22/03/2022                    |
|       | Paysage        | Juan-les-Pins, la baie et le rivage                                                       | 1893        | huile sur toile                         | 54,6 × 90,2 cm           | Musée des Beaux-Arts (Boston)                         | Musée                                           |
|       | Paysage        | Juan-les-Pins                                                                             | 1893        | huile sur toile                         | 55 × 90 cm               | Château-musée de Boulogne-sur-Mer                     | Musée consulté le 08/à4/2022                    |
|       | Paysage        | Port d'Antibes                                                                            | 1892        | huile sur toile                         | 46 × 66 cm               | Musée des Beaux-Arts de Nice                          | Musée d'Orsay consulté le 08/04/2022            |
|       | Paysage        | Antibes, le Fort carré                                                                    | 1893        | huile sur toile                         | 50 × 74 cm               | Collection privée, vente 2011                         | Catalogue Sotheby's consulté le 03/à4/2022      |
|       | Paysage        | Le Cap, Antibes                                                                           | 1893        | huile sur toile                         | 54,9 × 89,9 cm           | Philadelphia Museum of Art                            | Musée                                           |
|       | Paysage        | Vue du port d'Antibes. le quai, le matin                                                  | 1893        | huile sur toile                         | 40 × 55 cm               | Collection privée, vente 2013                         | Catalogue Sotheby's consulté le 24/03/2022      |
|       | Paysage        | Les Fortifications à Antibes                                                              | 1893        | huile sur toile                         | 45 × 64 cm               | Nottingham, City Museums & Galleries                  | Art UK consulté le 05/04/2022                   |
|       | Paysage        | Antibes, la Pointe de l'Ilette                                                            | 1893        | huile sur toile                         | 48 × 71 cm               | Collection particulière                               | Fiche Atlas                                     |
|       | Paysage        | Golfe-Juan                                                                                | 1893        | huile sur toile                         | 27 × 41 cm               | Édimbourg, Galerie nationale d'Écosse                 | Musée consulté le 22/03/2022                    |
|       | Scène de genre | Deauville. Le champ de courses en 1866                                                    | 1893        | huile sur toile                         | 40,5 × 65,5 cm           | Collection privée, vente 2021                         | Catalogue Sotheby's consulté le 01/07/2023      |
|       | Paysage        | Venise, la Salute, la Piazzetta et le grand canal le soir                                 | 1893        | huile sur toile                         | 55 × 90 cm               | Collection privée, vente 2021                         | Catalogue Sotheby's consulté le 01/07/2023      |
|       | Paysage        | Lavandières sur les bords de la Touques                                                   | 1894        | huile sur panneau                       | 26,7 × 41 cm             | Édimbourg, Galerie nationale d'Écosse                 | Musée consulté le 22/03/2022                    |
|       | Paysage        | Lavandières au bord de la Touques                                                         | 1894        | huile sur panneau                       | 26 × 35 cm               | Collection privée, vente 2011                         | Catalogue Sotheby's consulté le 02/04/2022      |
|       | Paysage        | Lavandières sur la plage d'Étretat                                                        | 1894        | huile sur panneau                       | 37 × 55 cm               | Washington, National Gallery of Art                   | Musée consulté le 31/03/2022                    |
|       | Paysage        | Vue d'Antibes                                                                             | 1894        | huile sur toile                         | 55,2 × 89,5 cm           | Detroit Institute of Arts                             | Musée consulté le 03/04/2022                    |
|       | Paysage        | Bateaux au port de Trouville                                                              | 1894        | huile sur panneau                       | 19 × 24,1 cm             | Philadelphia Museum of Art                            | Musée                                           |
|       | Marine         | Bateaux rentrant au port, Trouville                                                       | 1894        | huile sur toile marouflée sur aluminium | 65,7 × 92,2 cm           | Williamstown, Clark Art Institute                     | Musée consulté le 31/03/2022                    |
|       | Paysage        | Le Pont sur la Touques à Deauville                                                        | 1894        | huile sur toile                         | 36,2 × 58,4 cm           | Philadelphia Museum of Art                            | Musée                                           |
|       | Scène de genre | Trouville, Femmes et enfants devant le Casino                                             | 1894        |                                         | 22 × 42 cm               | musée Eugène-Boudin de Honfleur                       |                                                 |
|       | Paysage        | Marée montante à Deauville                                                                | 1894        | huile sur toile                         |                          | Musée national des Beaux-Arts du Québec               | Musée consulté le 4 février 2019                |
|       | Paysage        | Le Rivage de Trouville                                                                    | 1894        | huile sur toile                         | 49,8 × 74 cm             | Cologne, musée Wallraf Richartz                       | Musée                                           |
|       | Paysage        | Trouville, marée basse                                                                    | 1894        | huile sur toile                         | 55,6 × 74,9 cm           | Melbourne, National Gallery of Victoria               | Musée                                           |
|       | Paysage        | Trouville, Les jetées à marée basse                                                       | 1894        | huile sur panneau                       | 41 × 29 cm               | Collection privée, vente 2012                         | Catalogue Christie's                            |
|       | Paysage        | Marée montante à Deauville                                                                | 1894        | huile sur toile                         | 54,7 × 80 cm             | Québec, Musée national des beaux-arts du Québec       | Musée                                           |
|       | Paysage        | Un canal à Abbeville                                                                      | 1894        | huile sur toile                         | 32,4 × 41 cm             | Cambridge, Fogg Art Museum                            | Musée consulté le 06/04/2022                    |
|       | Paysage        | La Plage de Trouville, temps d'orage                                                      | 1894        | huile sur panneau                       | 15,6 × 24,1 cm           | Richmond, musée des Beaux-Arts de Virginie            | Musée                                           |
|       | Paysage        | Abbeville : église de Saint-Vulfran                                                       | 1894        | huile sur panneau                       | 45,7 × 36,8 cm           | Santa-Barbara Museum of Art                           | Musée                                           |
|       | Paysage        | La Poissonnerie à Trouville                                                               | 1894        | huile sur bois                          | 38 × 46 cm               | Musée d'art moderne André-Malraux, Le Havre           | Musée                                           |
|       | Scène de genre | Berck, pêcheuses sur la plage, marée basse                                                | 1894        | huile sur panneau                       | 22,5 × 33 cm             | Zurich, Fondation et Collection Emil G. Bührle        | Musée consulté le 11/04/2022                    |
|       | Paysage        | Rivages aux environs de Trouville                                                         | 1894        | huile sur bois                          | 26,5 × 42,5 cm           | Paris, musée d'Orsay                                  | Musée consulté le 08/04/2022                    |
|       | Paysage        | Trouville, les jetées. Marée basse                                                        | 1894        | huile sur bois                          | 33 × 24 cm               | Toulouse, Fondation Bemberg                           | RMN consulté le 09/04/2022                      |
|       | Paysage        | Sur la plage                                                                              | 1894        | huile sur bois                          | 14 × 24 cm               | Washington, National Gallery of Art                   | Musée consulté le 22/03/2022                    |
|       | Marine         | Marine                                                                                    | 1894        | huile                                   | 40 × 70 cm               | Musée des beaux-arts de Mulhouse                      | [réf. nécessaire]                               |
|       | Paysage        | Nombreuses Vaches à l'herbage                                                             | 1894-1897   |                                         | 23 × 32 cm               | Musée d'art moderne André-Malraux, Le Havre           | Notice Joconde                                  |
|       | Marine         | Le Port de Trouville                                                                      | 1894-1897   | huile sur panneau                       | 32,5 × 41 cm             | Glasgow Museums Resource Centre                       | Art UK consulté le 09/04/2022                   |
|       | Paysage        | Entrée des jetées du Havre par gros temps                                                 | 1895        | huile sur toile                         | 50,9 × 73,3 cm           | Musée d'art moderne André-Malraux, Le Havre           | Musée                                           |
|       | Paysage        | La Touques à Saint-Arnoult                                                                | 1895        | huile sur toile                         | 51 × 75 cm               | Madrid, musée Thyssen-Bornemisza                      | Musée consulté le 02/04/2022                    |
|       | Paysage        | Le Port de Trouville                                                                      | 1895        | huile sur panneau                       | 26 × 39,7 cm             | musée d'Art de Baltimore                              | Musée                                           |
|       | Paysage        | Une plage près de Trouville                                                               | 1895        | huile sur toile                         | 54 × 81 cm               | Barber Institute of Fine Arts, Birmingham             | Musée consulté le 05/04/2022                    |
|       | Paysage        | Bateaux pavoisés dans le bassin, Deauville                                                | 1895        | huile sur panneau d'acajou              | 26,7 × 34,9 cm           | Kansas City, Musée d'art Nelson-Atkins                | Musée                                           |
|       | Paysage        | Deauville à marée basse                                                                   | 1895        | huile sur toile                         | 55 × 95 cm               | Musée des Beaux-Arts (Boston)                         | Musée                                           |
|       | Paysage        | Le Pont sur la Touques à Deauville                                                        | 1895        | huile sur toile                         | 36,3 × 58,5 cm           | Édimbourg, Galerie nationale d'Écosse                 | Musée consulté le 22/03/2022                    |
|       | Paysage        | Lavandières sur le bord de la Touques                                                     | 1895        | huile sur panneau                       | 24 × 35 cm               | Baden, Museum Langmatt                                | Musée consulté le 02/04/2022                    |
|       | Paysage        | Bassin des yachts à Deauville                                                             | 1895        | huile sur bois                          | 46 × 37 cm               | Washington, National Gallery of Art                   | Musée consulté le 24/03/2022                    |
|       | Portrait       | Deauville, Juliette sous la tente                                                         | 1895        | huile sur panneau                       | 23 × 35 cm               | Collection privée, vente 2018                         | Catalogue Christie's consulté le 31/03/2022     |
|       | Portrait       | Bateaux échoués à marée basse                                                             | 1895        | huile sur papier marouflé sur toile     | 12 × 27 cm               | Petit Palais, Paris                                   | Paris Musées consulté le 04/04/2022             |
|       | Paysage        | Vue de l'île Tristan                                                                      | 1895        | huile sur toile                         | 50,7 × 74,1 cm           | Hakone, musée Pola                                    | Musée consulté le 09/04/2022                    |
|       | Paysage        | Venise, le soir. Le quai des Esclavons et la Salute                                       | 1895        | huile sur toile                         | 46 × 65 cm               | Québec, Musée national des beaux-arts du Québec       | Musée                                           |
|       | Paysage        | Venise                                                                                    | 1893        | huile sur panneau                       | 32 × 45 cm               | Laren, Singer Museum                                  | Base RKD consulté le 09/04/2022                 |
|       | Paysage        | Venise, quai des Esclavons                                                                | 1895        | huile sur toile                         | 50 × 74 cm               | Paris, musée d'Orsay                                  | Musée consulté le 08/04/2022                    |
|       | Paysage        | Venise : Santa Maria della Salute et la Dogana vues de l'autre côté du Grand Canal        | 1895        | huile sur toile                         | 36 × 55 cm               | Kelvingrove Art Gallery and Museum                    | Musée consulté le 05/04/2022                    |
|       | Paysage        | Venise, la Salute, la Douane et le début du Grand Canal                                   | 1895        | huile sur toile                         | 36 × 58 cm               | Collection privée, vente 2015                         | MutualArt                                       |
|       | Paysage        | Venise, le Grand Canal                                                                    | 1895        | huile sur panneau                       | 26 × 35,2 cm             | Madrid, musée Thyssen-Bornemisza                      | Musée                                           |
|       | Paysage        | Venise, Santa Maria della Salute depuis San Giorgio                                       | 1895        | huile sur toile                         | 46,3 × 65,4 cm           | Musée des Beaux-Arts (Boston)                         | Musée                                           |
|       | Paysage        | Venise, Santa Maria della Salute et la Dogana                                             | 1895        | huile sur toile                         | 24,8 × 48,9 cm           | Memphis, Dixon Gallery and Gardens                    | Google Arts                                     |
|       | Paysage        | Le Canal de la Giudecca et San Giorgio Maggiore                                           | 1895        | huile sur toile                         | 36,5 × 58,1 cm           | Omaha, Joslyn Art Museum                              | Musée                                           |
|       | Paysage        | Venise-Paysage marin à la Giudecca                                                        | 1895        | huile sur toile                         | 37,1 × 50 cm             | musée d'Art de l'université de Princeton              | Musée                                           |
|       | Paysage        | La Place Saint-Marc à Venise vue du Grand Canal                                           | 1895        | huile sur toile                         | 50,2 × 74,2 cm           | Musée d'art moderne André-Malraux, Le Havre           | Musée                                           |
|       | Paysage        | Vue de Venise                                                                             | 1895        | huile sur panneau                       | 27 × 41 cm               | Collection privée, vente 2016                         | Catalogue Sotheby's                             |
|       | Paysage        | Venise                                                                                    | 1895        | huile sur toile                         | 61,5 × 85 cm             | Château-musée de Dieppe                               | Notice Joconde                                  |
|       | Paysage        | Venise : le quai et l'église San Biagio                                                   | 1895        | huile sur bois                          | 20,4 × 39,5 cm           | Musée des Beaux-Arts de Reims                         | Notice Joconde consulté le 09/04/2022           |
|       | Paysage        | Venise. La Douane et Notre-Dame-de-la-Salute                                              | 1895        | huile sur bois                          | 19,7 × 39,7 cm           | Musée des Beaux-Arts de Reims                         | Notice Joconde consulté le 09/04/2022           |
|       | Paysage        | Venise. San Giorgio                                                                       | 1895        | huile sur bois                          | 20,5 × 39,6 cm           | Musée des Beaux-Arts de Reims                         | Notice Joconde consulté le 09/04/2022           |
|       | Paysage        | Venise, le Môle                                                                           | 1895        | huile sur toile                         | 33,5 × 57 cm             | musée national de Cardiff                             | Musée consulté le 09/04/2022                    |
|       | Paysage        | Le Grand Canal, Venise                                                                    | 1895        | huile sur toile                         | 51 × 74,5 cm             | Tokyo, Fuji Art Museum                                | Musée consulté le 09/04/2022                    |
|       | Paysage        | La Seine à Rouen                                                                          | 1895        | huile sur toile                         | 45,3 × 65,4 cm           | Buffalo, galerie d'art Albright-Knox                  | Musée consulté le 03/04/2022                    |
|       | Paysage        | Rouen - La côte Sainte-Catherine, brume du matin                                          | 1895        | huile sur toile                         | 40,6 × 55,8 cm           | Cologne,Musée Wallraf Richartz                        | Musée                                           |
|       | Paysage        | Rue Saint-Romain, Rouen                                                                   | 1895        | huile sur panneau                       | 46 × 37,2 cm             | Williamstown, Clark Art Institute                     | Musée consulté le 04/04/2022                    |
|       | Paysage        | Rouen, vue prise du cours de la Reine                                                     | 1895        | huile sur toile                         | 46 × 65 cm               | Collection privée, vente 2010                         | Catalogue Cristie's consulté le 02/04/2022      |
|       | Paysage        | Le Pont Corneille, Rouen, effet de brouillard                                             | 1896        | huile sur toile                         | 41 × 56 cm               | Collection privée, vente 2018                         | Catalogue Cristie's consulté le 06/04/2022      |
|       | Paysage        | Étretat, la falaise d'Amont                                                               | 1896        | huile sur toile                         | 46 × 65,5 cm             | Paris, musée d'Orsay                                  | Musée consulté le 08/04/2022                    |
|       | Marine         | Marine, voilier au port                                                                   | 1896        | huile sur bois de sycomore              | 26,5 × 35 cm             | musée des Beaux-Arts de Lyon                          | Musée d'Orsay consulté le 08/04/2022            |
|       | Paysage        | Trouville, le port à marée basse                                                          | 1896        | huile sur toile                         | 36 × 55 cm               | Musée national des Beaux-Arts du Québec               | Musée consulté le 01/05/2022                    |
|       | Paysage        | Plage à Trouville, marée haute                                                            | 1896        |                                         |                          | Aix-les-Bains, musée Faure                            | Musée consulté le 04/05/2022                    |
|       | Paysage        | Les Falaises du Pollet à Dieppe                                                           | 1896 vers   | huile sur toile                         | 46,6 × 65,5 cm           | Château-musée de Dieppe                               | Notice Joconde consulté le O8/04/2022           |
|       | Paysage        | Deauville, bateaux pavoisés dans l'arrière-port                                           | 1896        | huile sur panneau                       | 32,4 × 41,1 cm           | Philadelphia Museum of Art                            | Musée                                           |
|       | Paysage        | Le Rivage de Deauville                                                                    | 1896        | huile sur toile                         | 55,5 × 90 cm             | Palais des Beaux-Arts de Lille                        | Musée consulté le 23/03/2022                    |
|       | Paysage        | Le Rivage à Deauville                                                                     | 1896        | huile sur panneau                       | 32,8 × 41 cm             | Laren, Singer Museum                                  | Base RKD consulté le 09/04/2022                 |
|       | Paysage        | Lavandières à Trouville                                                                   | 1896        | huile sur panneau                       | 22,9 × 32,4 cm           | Tacoma Art Museum                                     | Musée                                           |
|       | Paysage        | La Tour Malakoff vue de la jetée. Promenade à Trouville                                   | 1896 vers   | huile sur toile                         | 54,5 × 90,5 cm           | Musée d'art moderne André-Malraux, Le Havre           | Musée                                           |
|       | Paysage        | Vaches au pré au bord de la mer                                                           | 1896        | huile sur toile                         | 25 × 34 cm               | Collection privée, vente 2013                         | Catalogue Sotheby's consulté le 27/03/2022      |
|       | Paysage        | Coup de vent devant Frascati, Le Havre                                                    | 1896        | huile sur toile                         | 55,5 × 91 cm             | Paris, Petit Palais                                   | Paris Musées consulté le 04/04/2022             |
|       | Paysage        | Trouville, marée basse                                                                    | 1897        | huile sur bois                          | 31 × 40 cm               | Lisbonne, musée Calouste-Gulbenkian                   | Musée                                           |
|       | Paysage        | La Pointe du Raz                                                                          | 1897        | huile sur toile                         | 64,5 × 90,5 cm           | Musée d'art moderne André-Malraux, Le Havre           | Musée                                           |
|       | Paysage        | Le Croisic                                                                                | 1897        | huile sur toile                         | 50,5 × 74,5 cm           | Musée d'art moderne André-Malraux, Le Havre           | Musée                                           |
|       | Paysage        | Le Croisic. Vue générale prise de Pen Bron                                                | 1897        | huile sur toile                         | 50,4 × 74 cm             | Musée d'art moderne André-Malraux, Le Havre           | Musée                                           |
|       | Paysage        | Les Barques à Douarnenez                                                                  | 1897        | huile sur toile                         | 36,5 × 58,2 cm           | Musée d'art moderne André-Malraux, Le Havre           | Musée                                           |
|       | Marine         | Rivage Douarnenez Bateaux de pêche dans la baie                                           | 1897        | huile sur toile                         | 51 × 75 cm               | Collection privée, vente 2013                         | Catalogue Sotheby's consulté le 25/03/2022      |
|       | Paysage        | Le Port de Honfleur                                                                       | 1897 vers   | huile sur toile                         | 46,5 × 65,5 cm           | Musée d'art moderne André-Malraux, Le Havre           | Musée                                           |
|       | Paysage        | Le Clocher de Sainte-Catherine, Honfleur                                                  | 1897        | huile sur toile                         | 55 × 43 cm               | Musée Eugène-Boudin de Honfleur                       | Arthive                                         |
|       | Paysage        | Le Vieux Port de Touques                                                                  | 1897        | huile sur toile                         | 36 × 58 cm               | Collection privée, vente 2016                         | Catalogue Sotheby's                             |
|       | Paysage        | La Côte atlantique à Bénerville                                                           | 1897        | huile sur toile                         | 54 × 89 cm               | Rotterdam, musée Boijmans Van Beuningen               | Musée consulté le 03/04/2022                    |
|       | Paysage        | Le Retour des bateaux                                                                     | 1897        | huile sur bois                          | 24,4 × 18,9 cm           | musée national de Cardiff                             | Musée consulté le 09/04/2022                    |
|       | Marine         | Deauville. Le bassin                                                                      | 1897        | huile sur panneau bercé                 | 35 × 28 cm               | Collection privée, vente 2023                         | Catalogue Sotheby's consulté le 01/07/2023      |

## Dates non documentées
| Image | Thème          | Titre                                       | Date | Technique                             | Dimensions      | Lieu de Conservation                        | Référence                                  |
| ----- | -------------- | ------------------------------------------- | ---- | ------------------------------------- | --------------- | ------------------------------------------- | ------------------------------------------ |
|       | Marine         | Kerhor, les pêcheuses                       |      | huile sur toile                       | 85,5 × 121,5 cm | Cologne, musée Wallraf Richartz             | Musée                                      |
|       | Paysage        | Paysage fluvial                             |      |                                       |                 | Musée national des Beaux-Arts (Cuba)        | Musée                                      |
|       | Marine         | Marine                                      |      | huile sur toile                       |                 | Atlanta, High Museum of Art                 | Musée                                      |
|       | Nature morte   | Nature morte au pâté                        |      | huile sur toile                       | 37,5 × 45,7 cm  | Hartford, Wadsworth Atheneum                | Musée                                      |
|       | Paysage        | Le Port de Trouville                        |      |                                       |                 | Norfolk, Chrysler Museum of Art             | Musée                                      |
|       | Paysage        | Ramasseurs d'algues sur le rivage           |      | huile sur toile                       | 20,3 × 36,2 cm  | Washington, The Phillips Collection         | Musée                                      |
|       | Paysage        | Le Port de Trouville, pendant les travaux   |      | huile sur toile                       |                 | Worcester Art Museum                        | Musée                                      |
|       | Paysage        | Paysage côtier, Le Havre                    |      | huile sur bois                        | 19 × 32 cm      | Helsinki, musée Sinebrychoff                | Musée                                      |
|       | Paysage        | Falaises à Étretat                          |      | huile sur bois                        | 37 × 46 cm      | Le Havre, musée d'Art moderne André-Malraux | Notice Joconde                             |
|       | Scène de genre | Deux Garçons allongés sur la plage          |      | huile sur papier marouflée sur toile  | 16 × 23 cm      | Collection privée, vente 2011               | Catalogue Sotheby's consulté le 22/03/2022 |
|       | Marine         | Scène de Port                               |      | huile sur panneau                     | 23 × 32 cm      | Musée des Beaux-Arts (Boston)               | Musée consulté le 24/03/2022               |
|       | Marine         | Scène de Port                               |      | huile sur panneau                     | 15 × 21 cm      | Musée des Beaux-Arts (Boston)               | Musée consulté le 06/04/2022               |
|       | Marine         | Brest. Débarquement des marins dans la rade |      | huile sur toile                       | 86 × 121 cm     | Collection privée, vente 2020               | MutualArt consulté le 24/03/2022           |
|       | Marine         | Deauville, Le bassin                        |      | huile sur panneau                     | 24,1 × 25,8 cm  | Collection privée, Floride                  | Catalogue Rehs consulté le 24/03/2022      |
|       | Marine         | Camaret, vue generale                       |      | huile sur toile                       | 54 × 90 cm      | Collection privée, vente 2017               | Catalogue MutualArt consulté le 31/03/2022 |
|       | Marine         | Paysage côtier, Le Havre                    |      | huile sur toile                       | 19 × 32 cm      | Galerie nationale de Finlande               | Musée consulté le 31/03/2022               |
|       | Paysage        | Étude                                       |      | huile sur toile marouflée sur panneau | 44 × 61 cm      | musée d'Art de l'université de Princeton    | Musée consulté le 03/04/2022               |
|       | Paysage        | Bord de Seine                               |      | huile sur toile                       | 32 × 55 cm      | Cleveland Museum of Art                     | Musée consulté le 03/04/2022               |
|       | Paysage        | Paysage boisé                               |      | huile sur toile                       | 18 × 24 cm      | Collection privée, vente 2013               | Catalogue Dorotheum consulté le 04/04/2022 |
|       | Paysage        | Cour et écurie d'un loueur                  |      | huile sur panneau                     | 24 × 32 cm      | Collection privée, vente 2013               | Catalogue Sotheby's consulté le 04/04/2022 |
|       | Marine         | Port de mer                                 |      | huile                                 | 36 × 58 cm      | Galerie nationale d'Arménie                 | Musée consulté le 05/04/2022               |
|       | Marine         | Une grosse mer                              |      | huile sur toile                       | 36 × 58 cm      | Leeds Art Gallery                           | Art UK consulté le 05/04/2022              |
|       | Marine         | Marine, soir                                |      | huile sur bois                        | 18 × 23 cm      | Leeds Art Gallery                           | Art UK consulté le 05/04/2022              |
|       | Marine         | Environs de Trouville                       |      | huile sur panneau                     | 28 × 40,6 cm    | Perth, Museum and Art Gallery               | Art UK consulté le 05/04/2022              |
|       | Marine         | Le Havre, l'avant-port                      |      | huile sur toile                       | 49,3 × 74,5 cm  | Leicester, New Walk Museum and Art Gallery  | Art UK consulté le 05/04/2022              |
|       | Marine         | Port de Honfleur                            |      | huile sur panneau                     | 32 × 41 cm      | Southampton City Art Gallery                | Art UK consulté le 05/04/2022              |
|       | Marine         | L'Estuaire                                  |      | huile sur panneau                     | 21 × 48 cm      | Ashmolean Museum Oxford                     | Art UK consulté le 05/04/2022              |
|       | Marine         | Le Ferry à Deauville                        |      | huile sur toile                       | 30 × 47 cm      | Bowes Museum Barnard Castle                 | Musée consulté le 05/04/2022               |
|       | Paysage        | Les Prés inondés à Deauville                |      | huile sur toile                       | 49 × 72 cm      | Sheffield Galleries                         | Art UK consulté le 15/04/2022              |
|       | Paysage        | Navires et chevaux sur le rivage            |      | huile sur toile                       | 49 × 64 cm      | Southampton City Art Gallery                | Art UK consulté le 05/04/2022              |
|       | Paysage        | Plage                                       |      | huile sur toile                       | 12,5 × 20,5 cm  | Bayonne, musée Bonnat-Helleu                | RMN consulté le 08/04/2022                 |
|       | Paysage        | Environs de Trouville                       |      | huile sur toile                       |                 | Château-musée de Boulogne-sur-Mer           | RMN consulté le 08/04/2022                 |
|       | Marine         | Le Port du Havre, ciel gris                 |      | huile sur bois                        |                 | Château-musée de Boulogne-sur-Mer           | RMN consulté le 08/04/2022                 |
|       | Marine         | Bateau échoué sur la plage de Trouville     |      | huile sur toile                       |                 | Musée des Beaux-Arts de Morlaix             | Musée consulté le 08/04/2022               |
|       | Marine         | Marine par temps gris                       |      | huile sur bois                        | 33 × 41,5 cm    | Musée des Beaux-Arts de Morlaix             | Musée consulté le 08/04/2022               |
|       | Scène de genre | Les Berckoises                              |      | huile sur bois                        | 28 × 40 cm      | Paris, musée d'Orsay                        | Musée consulté le 08/04/2022               |
|       | Scène de genre | Sur la plage de Trouville                   |      | huile sur bois                        | 13,2 × 26,3 cm  | Musée d'Art et d'Archéologie de Senlis      | Notice Joconde consulté le 09/04/2022      |
|       | Marine         | Bateau sur le rivage                        |      | huile sur panneau                     | 24 × 18,5 cm    | Jérusalem, musée d'Israël                   | Musée consulté le 09/04/2022               |
|       | Marine         | Marée, coucher de soleil sur la mer         |      | huile sur panneau                     | 24 × 18,5 cm    | Jérusalem, musée d'Israël                   | Musée consulté le 09/04/2022               |
|       | Paysage        | Vue d'un port                               |      | huile sur panneau                     | 37 × 46 cm      | Laren, Singer Museum                        | Base RKD consulté le 09/04/2022            |
|       | Paysage        | Scène de plage                              |      | huile sur panneau                     | 12,2 × 18,5 cm  | Laren, Singer Museum                        | Base RKD consulté le 09/04/2022            |
|       | Marine         | Bateaux dans un port                        |      | huile sur panneau                     | 23 × 30 cm      | Truro, Royal Cornwall Museum                | Art UK consulté le 10/04/2022              |
|       | Scène de genre | Dimanche sur la plage de Trouville          |      | huile sur bois                        | 21,8 × 41,1 cm  | Le Havre, musée d'Art moderne André-Malraux | Notice Joconde                             |

## À documenter[réf.nécessaire]
| Image | Thème          | Titre                                         | Date | Technique      | Dimensions     | Lieu de Conservation                   | Référence |
| ----- | -------------- | --------------------------------------------- | ---- | -------------- | -------------- | -------------------------------------- | --------- |
|       | Scène de genre | Scène de plage à Trouville                    | 1867 |                | 20 × 34,9 cm   | collection particulière                |           |
|       | Scène de genre | Scène de plage à Trouville                    | 1880 |                | 21,5 × 35,5 cm | musée Eugène-Boudin de Honfleur        |           |
|       | Paysage        | Trouville, scène de plage                     | 1884 |                |                | Musée des Beaux-Arts de Liège          | Musée     |
|       | Paysage        | Bateau de pêche échoué au Port de Trouville   | 1884 |                |                | Musée des Beaux-Arts de Liège          | Musée     |
|       | Paysage        | Vue du bassin de Deauville, ciel gris         | 1884 |                |                | Musée des Beaux-Arts de Liège          | Musée     |
|       | Scène de genre | Blanchisseuses au bord de la Touques          | 1890 |                | 37,6 × 55 cm   | Musée national des Beaux-Arts (Brésil) |           |
|       | Paysage        | Deauville, la plage                           | 1891 |                | 50 × 74,5 cm   | collection particulière                |           |
|       | Paysage        | La Plage à Deauville, marée basse             | 1897 |                |                | Fondation Gianadda, Martigny           |           |
|       | Paysage        | La Seine à Rouen, jour de foire               |      |                |                |                                        |           |
|       | Paysage        | Le Faou, marée basse, paysage aux lavandières |      |                |                | Musée d'Orsay, Paris                   |           |
|       | Marine         | Les Roches noires de Trouville                |      |                |                | Musée national des Beaux-Arts d'Alger  |           |
|       | Paysage        | Clair de lune à L'Hôpital-Camfrout            |      |                |                | collection particulière                |           |
|       | Scène de genre | Mariage à L'Hôpital-Camfrout                  |      |                |                | collection particulière                |           |
|       | Paysage        | Rivage de Portrieux, Côtes-du-Nord            | 1874 |                | 85 × 148 cm    | collection particulière                |           |
|       | Paysage        | Rivage en Bretagne : Environs de Camaret      |      |                |                | Oblastini Galerie, Liberec             |           |
|       | Paysage        | Ciel d’orage sur l’estuaire du Havre          |      |                |                |                                        |           |
|       | Marine         | Les Régates au Havre                          |      |                |                |                                        |           |
|       | Marine         | Le Port du Havre                              |      |                |                |                                        |           |
|       | Marine         | Le Havre, Sortie du port                      |      |                |                |                                        |           |
|       | Paysage        | Le Havre, bassin de la Barre                  | 1887 | huile sur bois | 62 × 83 cm     | Musée des Beaux-Arts de Lyon           |           |

## Œuvres graphiques
Paris musée du Louvre : fonds d'œuvres graphiques
| Image | Thème          | Titre                                                            | Date      | Technique                               | Dimensions | Lieu de Conservation          | Référence              |
| ----- | -------------- | ---------------------------------------------------------------- | --------- | --------------------------------------- | ---------- | ----------------------------- | ---------------------- |
|       | Paysage        | Soleil couchant ou Ciel d'orage                                  | 1860 vers | pastel sur papier                       |            |                               | Muséart                |
|       | Paysage        | Sur la plage de Trouville                                        | 1863 vers | pastel sur papier                       | 19 × 30 cm | collection privée, vente 2021 | Catalogue Sotheby's    |
|       | Scène de genre | Sortie d'église à Plougastel                                     | 1867      | aquarelle                               | 26 × 21 cm | collection privée, vente 2022 | Catalogue Sotheby's    |
|       | Paysage        | Bras de mer à L'Hôpital-Camfrout                                 | 1870      | aquarelle                               | 22 × 35 cm | collection privée             | Art net                |
|       | Paysage        | Plougastel, le Passage à l'embouchure de la rivière Landerneau   | 1870 vers | Aquarelle                               | 16 × 21 cm | collection privée, vente 2017 | Auction.fr             |
|       | Scène de genre | Figures avec crinoline avec ombrelles sur la plage par vent fort |           | Pastel sur papier gras tendu sur carton | 24 × 39 cm | collection privée, vente 2004 | Connaissances des arts |
|       | Scène de genre | Femmes et enfants sur la plage                                   |           | Pastel                                  | 11 × 28 cm | Musée Marmottan, Paris        | Beaux-Arts             |